# Métaphysique analytique

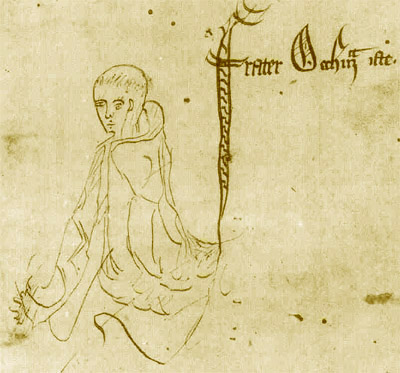
Illustration manuscrite de Guillaume d'Ockham, dont le fameux « rasoir » conduit à privilégier les hypothèses les plus simples.

La métaphysique analytique (l'expression est principalement employée dans le contexte philosophique francophone) est une branche de la philosophie analytique qui se propose d'étudier la nature de la réalité, reprenant les questions de la métaphysique et les étudiant sous le prisme de la philosophie analytique.
Son origine récente, que l'on peut approximativement situer au milieu du XXe siècle, est associée à une renaissance des questions ontologiques et métaphysiques au sein de la philosophie analytique, après son « tournant linguistique ». On parle ainsi parfois de tournant ontologique pour caractériser cette renaissance, qui correspond moins à un rejet des perspectives philosophiques et analytiques sur le langage et l'esprit qu'à une réapparition de questions portant sur la structure du monde, la nature et le nombre des abstractions dont on peut supposer l'existence, la nature de l'esprit et de son interaction avec le monde, ainsi que sur d'autres sujets philosophiques traditionnels concernant la réalité.
Ne s'opposant aucunement à la science, la métaphysique analytique utilise au contraire ses résultats, ou encore s'intéresse aux ontologies qui sont présupposées par les activités ou les discours scientifiques. Elle perpétue l'usage strict de la logique et de l'argumentation à propos de questions portant sur l'être. Elle influe fortement sur les questions d'épistémologie, d'ontologie de la physique et, dans une moindre mesure, d'ontologie sociale, en tentant d'identifier les éventuelles « propriétés des objets sociaux ».
Comme toute métaphysique, la métaphysique analytique repose sur un présupposé « réaliste ». Ce présupposé est celui de l’existence d’une réalité « extérieure » indépendante de notre esprit mais néanmoins compréhensible et connaissable dans une certaine mesure. En ce sens, la métaphysique analytique implique à la fois une forme ontologique et une forme épistémologique de réalisme, affirmant aussi bien l'existence que l'intelligibilité du réel. Les diverses positions qui y sont défendues se révèlent de ce fait incompatibles avec les attitudes ou conceptions antiréalistes, telles que le positivisme, le subjectivisme ou le relativisme.

## Historique

### Avant 1950

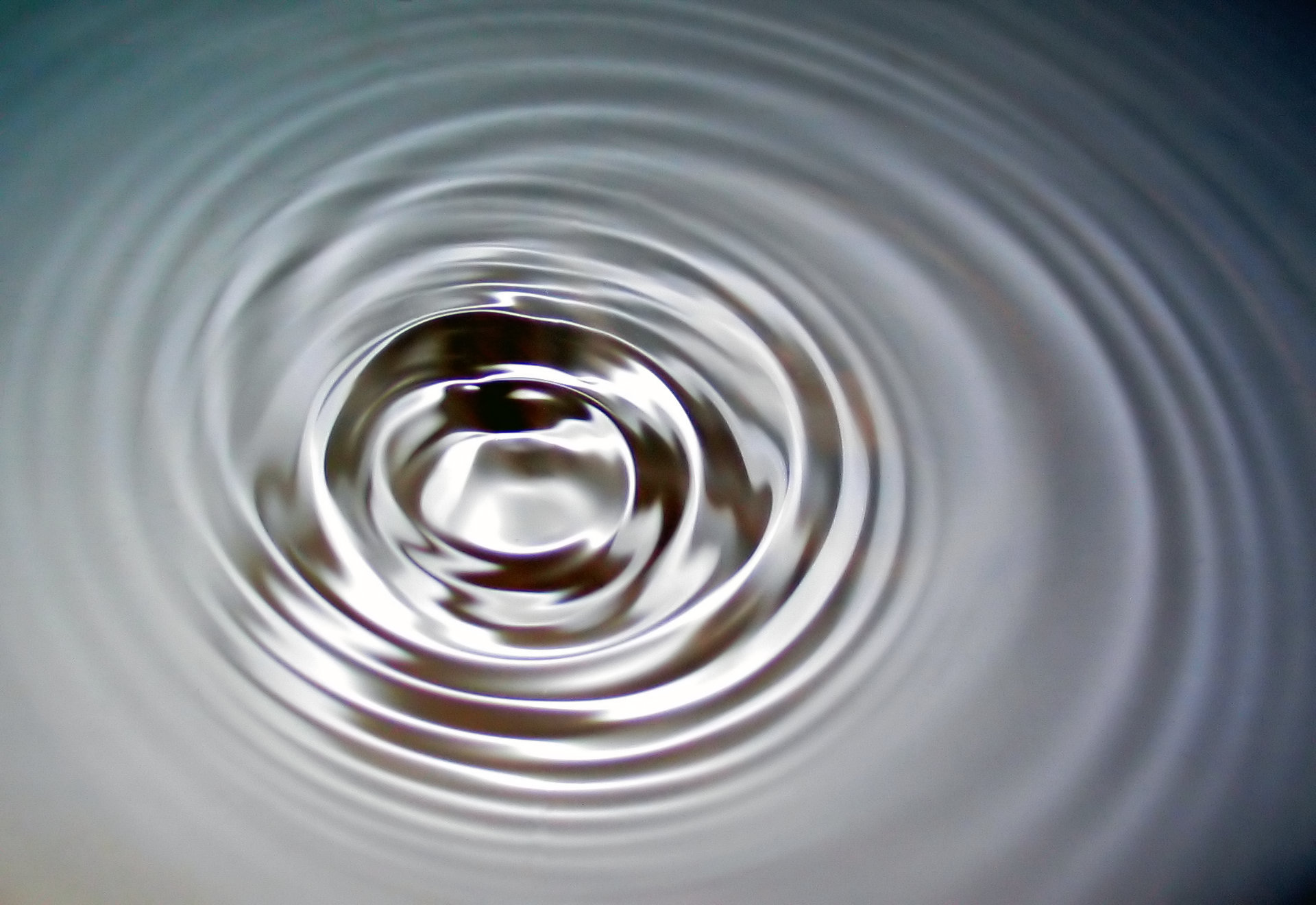
La métaphysique de F. H. Bradley, critiquée par la première génération des philosophes analytiques, ramenait la diversité du monde à des modifications superficielles et apparentes d'une même et unique réalité.

C'est au milieu du XXe siècle qu'apparaissent les premiers développements originaux de la métaphysique au sein de la tradition analytique. La métaphysique constitue alors une sorte de réaction, explicite ou implicite, à l'empirisme logique ainsi qu'aux autres formes d'empirisme strict et de logicisme qui se sont développées au cours de la première moitié du XXe siècle. Cette tendance à l'empirisme logique, qui semble trouver son impulsion dans les premiers écrits de Wittgenstein, peut elle-même être interprétée comme une réaction contre la métaphysique de l'époque. Au début du XXe siècle, en effet, des philosophes anglais comme George E. Moore ou Bertrand Russell s'expriment contre l'idéalisme de certains de leurs contemporains (Bernard Bosanquet, F. H. Bradley, John Ellis McTaggart) en attaquant la métaphysique. Mais par bien des aspects, Moore et Russell développent eux-mêmes certaines conceptions de la nature de la réalité qui relèvent en ce sens de la métaphysique,. Leur rejet de la métaphysique n'est donc pas celui de la métaphysique en tant que telle mais celui de certaines de ses thèses, comme la doctrine des relations internes.
C'est seulement avec le positivisme logique, dans les années 1920 et surtout 1930, que la critique de la métaphysique se radicalise. Dans La Syntaxe logique du langage, paru en 1932, Rudolph Carnap, alors l'un des principaux représentants du positivisme logique, énumère une série de problèmes philosophiques qui, selon lui, surviennent forcément si l'on prend certains faits exclusivement linguistiques pour des questions portant sur la réalité. Les thèmes traditionnels de la vérité, du réalisme, des universaux, des propriétés essentielles, du temps, de la causalité, de la substance, qui forment les questions habituelles de la métaphysique depuis Aristote, seraient le résultat de confusions issues de l'usage ordinaire du langage. Le métaphysicien a tendance, selon Carnap, à prendre à tort de simples effets linguistiques et la discussion métalinguistique de ces effets pour des assertions sur la réalité. Par ailleurs, Carnap et les positivistes logiques s'en prennent au fondement même de la métaphysique. Ils considèrent que le présupposé réaliste qu'implique toute considération métaphysique est par définition invérifiable, puisqu'il renvoie à un « au-delà » des apparences, et qu'il constitue de ce fait une thèse dépourvue de véritable signification. Aussi, suivant cette perspective, les énoncés métaphysiques ne sont pas à proprement parler des énoncés erronés ou fictifs mais bien des propositions dépourvues de sens.

### Après 1950
Dès le début des années 1950, les remises en cause des limitations imposées par l'empirisme logique (ou par les formes plus classiques d'empirisme) se multiplient. Le philosophe américain Willard Quine, en particulier, propose d'établir pour chaque théorie, scientifique ou philosophique, son engagement en faveur de telle ou telle ontologie, que cet engagement soit implicite ou explicite. Il part de l'idée que toute théorie scientifique cherche à répondre à la question : « qu'est-ce qui existe ? ». Or la philosophie fait pour Quine partie intégrante de la science. Le philosophe est donc lui aussi amené à répondre à cette question. C'est ce que Quine nomme « l'engagement ontologique », qu'il juge nécessaire dès qu'il s'agit de formuler des énoncés prétendant dire la vérité. Si la philosophie diffère pour lui du reste de la science, ce n'est pas tant parce qu'elle se limiterait à l'étude des phénomènes « apparents » ou « subjectifs », tandis que les sciences de la nature étudieraient ce qui existe « objectivement » dans la nature, mais bien parce que les questions d'existence qui alimentent la réflexion des philosophes sont plus générales que celles des scientifiques. Bien que sa conception pragmatique et relativiste de l'ontologie ait maintenu Quine à l'écart des développements de la métaphysique, ses arguments en faveur de la nécessité d'un engagement ontologique des théories vont largement contribuer au renouveau de la métaphysique dans le monde anglophone.
Une autre impulsion à ce renouveau est donnée par un mouvement philosophique original se réclamant du matérialisme et qui apparaît à la fin des années 1950 en Australie. Appelé familièrement pour cette raison « matérialisme australien », il a pour principaux représentants Jack Smart et David M. Armstrong, et s'intéresse tout particulièrement aux questions de philosophie de l'esprit et de philosophie du temps. En philosophie de l'esprit, il prône la thèse radicale de l'identité esprit-cerveau, ou identité psychophysique. D'une manière générale, l'identité n'est pas affaire de preuve empirique car elle s'établit à partir d'une analyse logique. Dans le cas spécifique de l'identité psychophysique, elle ne peut pas non plus s'établir par l'analyse logique car les propriétés décrites en termes mentaux ne sont pas logiquement équivalentes à celles décrites en termes neurophysiologiques. La thèse de l'identité psychophysique n'est dès lors pas assimilable à une théorie scientifique : elle doit être une position métaphysique de principe qui, en tant que telle, ne peut être empiriquement prouvée, ni même réfutée par une autre position métaphysique concurrente (dualisme, épiphénoménisme, etc.). Sa fonction heuristique principale est de justifier sur le plan théorique le travail de réduction opéré par la science. Aussi est-ce cette fonction de justification qui est mise en avant par l'école australienne de métaphysique. La métaphysique issue de cette école devient alors rapidement un champ de recherche légitime du point de vue scientifique prenant appui sur les présupposés matérialistes de la science.

## Définition

### La spécificité «analytique»

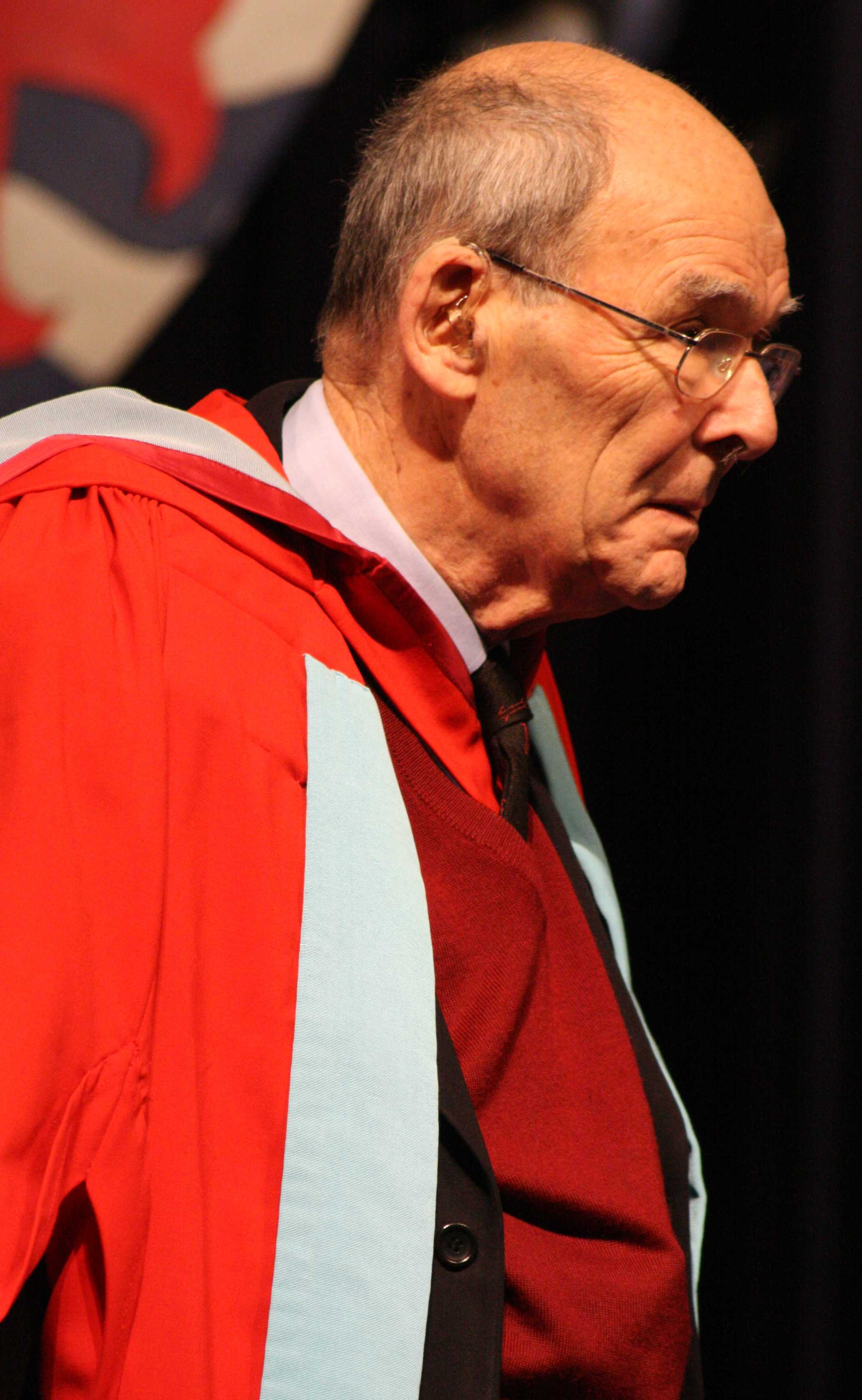
Le philosophe australien David Armstrong en 2007. Il fut l'un des principaux représentants de la métaphysique analytique.

La métaphysique analytique, telle qu’elle est actuellement pratiquée dans le monde anglophone, est une discipline hétérogène comprenant une large variété de questions philosophiques et de méthodes pour y répondre. Elle tire son appellation non pas d'une méthode générale qui serait de type exclusivement analytique (déductif, logique, formel), mais du fait qu'elle s'inscrit dans l'héritage de pensée de la philosophie analytique. Bien que les premiers ouvrages de philosophie analytique à promouvoir ouvertement la métaphysique ne semblent pas être antérieurs aux années 1950, la première génération de philosophes analytiques s’intéressait déjà à la plupart des problèmes posés par la métaphysique, et il n'y a pas eu avec eux de rupture par rapport à la tradition en ce sens là. Il n’y eut par ailleurs aucune révolution méthodologique durable qui puisse distinguer la métaphysique pratiquée dans les cercles analytiques de celle que l’on trouve dans d’autres périodes et d’autres traditions. La période antimétaphysique de la philosophie analytique fut quant à elle assez courte, centrée sur les années 1930, de l'ordre d'une décennie ou deux tout au plus,.
Si les métaphysiciens analytiques se distinguent des autres métaphysiciens par leur recours fréquent aux outils de la logique moderne, à l'instar des autres philosophes analytiques, leurs concepts et leurs approches sont comparables à ceux de la métaphysique classique. Les problèmes qu’ils discutent ne sont pas non plus significativement distincts de ceux que traitaient les philosophes des temps antérieurs, et ils défendent des positions souvent aisément identifiables historiquement, que l'on peut qualifier, par exemple, de platoniciennes, aristotéliciennes, thomistes, rationalistes, humiennes, etc. Aussi parle-t-on généralement, du moins dans le monde anglophone, de « métaphysique contemporaine » plutôt que de « métaphysique analytique » pour caractériser les travaux récents dans ce domaine, indiquant par là une certaine continuité de l'histoire de la métaphysique. Bien que celle-ci ait largement décliné en Europe continentale avec le développement des différentes formes d'empirisme ainsi qu'avec les diverses entreprises critiques et « déconstructives » qui ont eu cours en philosophie, elle n'a jamais disparu des universités anglaises, par exemple, où l'aristotélisme est resté présent durant tout le XXe siècle.
D'après le métaphysicien français Frédéric Nef, on peut classer de façon simple les métaphysiciens analytiques en deux camps, avec :
1. ceux qui, comme Peter Strawson, revendiquent la proximité avec la connaissance commune
2. ceux qui, tels David M. Armstrong ou David K. Lewis, proclament que la métaphysique est bien une science et que la méthodologie scientifique est parfaitement suffisante

En revanche, il n'existe pas selon Frédéric Nef de « troisième camp » composé de ceux pour lesquels il y aurait une connaissance métaphysique spécifique, et qui, par là même, seraient conduits à rejeter l'analyse et les concepts des sciences ou du sens commun. La métaphysique analytique comprend des doctrines bien différentes, idéalistes ou matérialistes, sceptiques ou dogmatiques, particularistes ou universalistes, mais aucun de ses acteurs ne revendique un type de connaissance proprement métaphysique, distinct de la connaissance commune d'un côté et de la connaissance scientifique de l'autre. En ce sens, la métaphysique analytique ne développe pas un type de connaissance sui generis qui posséderait ses propres normes, et qui surplomberait la connaissance scientifique ; elle se soumet au contraire aux exigences et au formalisme de la connaissance scientifique, et limite ses développements à ce qui reste compatible avec les acquis de la science. Par ailleurs, la métaphysique analytique ne cherche pas non plus à s'affranchir de la discursivité de la « pensée commune », comme ont cherché à le faire ceux qui se sont appuyés sur une « intuition métaphysique » précédant l'élaboration théorique des systèmes (par exemple, F. H. Bradley).

### La métaphysique analytique et l'ontologie
En philosophie analytique, l'ontologie est souvent considérée comme une sorte de chapitre préliminaire de la métaphysique : la première est censée nous dire si certaines entités existent, en établissant « ce qui est », la seconde spécifie la nature de ces entités, décrivant ainsi « ce que c'est » ,. L'ontologie précèderait ainsi la métaphysique. L'inventaire des choses qui existent, dont l'ontologie entend se charger, ne doit pas être entendu comme si nous faisions un recensement de tous les « habitants » du monde ; il s'agit plutôt d'élaborer une liste de types d'entités que nous faisons entrer en quelque sorte dans le catalogue. Habituellement, le choix porte sur des catégories très générales, correspondant à des termes comme « objet », « propriété », « classe », « individu », et non à des catégories particulières désignées par des termes comme « éléphant » ou « atome d'hydrogène ». En cela l'ontologie ne s'occupe que des caractéristiques les plus générales dans lesquelles l'être se manifeste.
Certains philosophes ou métaphysiciens tels que Jonathan Lowe contestent néanmoins ce point de vue en faisant remarquer qu'il est impossible d'établir que certaines entités existent sans en donner en même temps une caractérisation précise, tâche qui reviendrait justement à la métaphysique (que Lowe conçoit comme la « science des essences »). Cette thèse de la priorité de la métaphysique sur l'ontologie trouve ses racines dans les œuvres d'Alexius Meinong et de Roman Ingarden. Elle part du principe que ce n'est pas à la théorie du « ce qui est » (de ce qui existe) de précéder la théorie du « ce que c'est », mais exactement l'inverse : d'abord on spécifie quel genre de choses peuvent exister, ensuite seulement on examine quelles choses existent réellement. Pour Amie Thomasson, qui défend également cette position, une recherche ontologique qui procéderait à l'aveugle et « morceau par morceau », décidant par exemple que les objets matériels existent, mais non les événements, avant même de dire ce qu'ils sont, courrait le risque d'inclure des idiosyncrasies empêchant la compréhension ainsi que la confrontation avec les théories concurrentes.
Depuis Edmund Husserl, dans le contexte de la phénoménologie, on distingue généralement l'ontologie formelle de l'ontologie matérielle. L'ontologie formelle porte essentiellement sur l'étude des structures ultimes en lesquelles la réalité est nécessairement organisée, ou sur ses caractéristiques universelles. L'ontologie matérielle, quant à elle, étudie les caractéristiques et structures de secteurs ou d'aspects spécifiques de cette même réalité, de sorte à pouvoir constituer un inventaire des types de chose qui existent. Il revient par exemple à l'ontologie formelle de concevoir une théorie des relations d'identité, ou de la relation partie/tout, puisque ces relations sont définies pour n'importe quel domaine d'entités dans n'importe quelle circonstance, alors qu'il revient à l'ontologie matérielle d'étudier les relations de proximité spatiale ou de précédence temporelle, qui subsistent uniquement entre des entités d'un certain type. Cette distinction semble recouper celle qui existe entre la métaphysique définie en tant que science a priori des essences (ou des « possibles » au sens de Lowe ou de Leibniz), et la métaphysique analytique non-essentialiste, dont le caractère a posteriori se révèle par ses liens avec la physique ou la connaissance commune.

### La question du réalisme

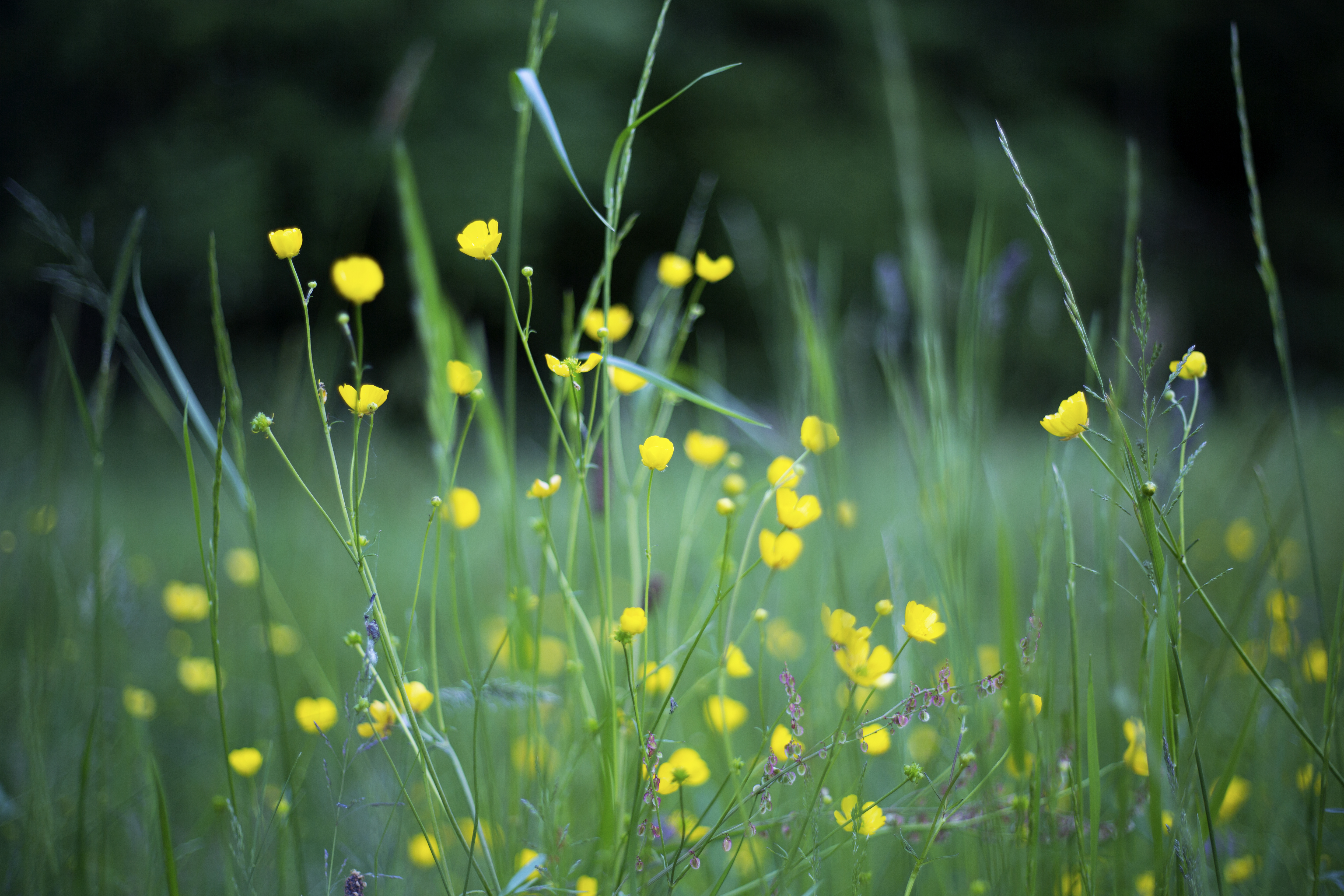
Suivant le réalisme métaphysique, il existe une réalité indépendante de notre esprit dont on peut connaître au moins certaines caractéristiques structurelles.

La métaphysique analytique présuppose dans tous ses développements une thèse « réaliste », au sens du réalisme philosophique. Cette thèse, qu'elle partage avec les autres formes reconnues de métaphysique, affirme à la fois l’existence du monde et son indépendance par rapport au sujet connaissant. L’existence signifie qu’il y a un monde extérieur au sujet, et l’indépendance, que ce monde n’a pas besoin d’être relié à un sujet pour exister. En métaphysique analytique, le monde est une chose et nos représentations en sont une autre, même si celles-ci relèvent de processus qui se réalisent dans le monde. Par ailleurs, la réalité y est considérée comme étant au moins en partie saisissable par les lois et les concepts scientifiques, notamment par ceux de la physique. La métaphysique analytique implique donc une forme de réalisme scientifique qui constitue lui-même une forme de réalisme métaphysique (« réalité indépendante ») et de réalisme épistémologique (« réalité connaissable »).
La thèse minimale et commune aux différentes versions du réalisme métaphysique peut être formulée ainsi : « Le monde existe et a une structure indépendante de notre esprit ». Cette structure  est considérée comme n'étant nullement dépendante de l'expérience humaine, des croyances, des concepts ou du langage. Dans sa version forte, le réalisme métaphysique généralise cette position aux objets, aux propriétés et aux événements. Lorsqu'on a postulé ainsi l'existence d'un monde extérieur indépendant de notre esprit, se pose alors le problème des relations entre ce monde et les descriptions que l'on peut en faire. Le réalisme scientifique y répond en s'appuyant sur les notions de vérité-correspondance, de loi et de causalité. Dans son expression la plus radicale, il énonce qu' « une théorie scientifique acceptée et consolidée décrit exactement comment les choses se passent dans le monde : ceci implique que toutes les entités théoriques et les quantités physiques utilisées par la théorie existent dans le monde et qu'elles se comportent dans celui-ci exactement de la manière que celle décrite par la théorie ». La métaphysique viendrait alors synthétiser l'édifice scientifique en abordant le monde à un niveau de compréhension plus large que celui des théories scientifiques particulières.
La question des rapports entre métaphysique analytique et science est complexe et dépend du type de position métaphysique défendu, ainsi que du type de science auquel on se réfère. Il est coutume de se demander, par exemple, si la métaphysique a pour fonction de déterminer l'ontologie des sciences, notamment celle de la physique, ou si elle doit plutôt reprendre l'ontologie implicite des sciences afin de l'expliciter et de la clarifier. Une autre interrogation concerne le statut de la métaphysique analytique par rapport à la connaissance scientifique : en est-elle un prolongement spéculatif remplissant certaines de ses lacunes (définitives ou provisoires), ou est-elle une sorte de science parallèle, une science a priori de l'essence par exemple ? Dans tous les cas, la métaphysique analytique prend le parti de considérer que les sciences décrivent quelque chose de la réalité, à savoir au minimum un aspect de sa structure. La physique y est généralement considérée comme la science fondamentale car elle répond mieux que les autres sciences aux critères d'universalité et de « complétude causale » (explication complète par des causes relevant de la même science) ; ce sont donc ses descriptions qui seront privilégiées dans l'analyse métaphysique.

## Notions, problématiques et théories

### La structure du monde

#### 1. Notions

##### Les relations
Toute description de la structure du monde ou des choses implique nécessairement la notion fondamentale de relation. Cette notion se montre opérante en métaphysique dès qu'est posée l'existence d'une pluralité de choses (propriétés, objets, etc.), c'est-à-dire l'existence d'au moins deux choses. Elle a partie liée pour cette raison avec la quantification et les mathématiques. La distinction qu'établit Bertrand Russell au début du XXe siècle entre les prédicats et les relations va se révéler décisive dans l'intérêt porté après lui pour la question de la nature des relations. Cette distinction a été rendue possible par la nouvelle logique propositionnelle, qui repose sur la quantification et les connecteurs logiques ; la logique traditionnelle fondée sur le modèle du sujet et du prédicat ne pouvait quant à elle envisager les relations que comme une complexité interne du sujet. La théorie des relations de Russell est une réaction à la philosophie idéaliste alors dominante en Angleterre, et défendue par les « néo-hégéliens » comme Francis Herbert Bradley. Pour ces idéalistes, le tout a un privilège ontologique sur les parties et leurs relations. Il est le sujet de la prédication, ainsi que l'objet principal de notre connaissance.

Les relations qui unissent chaque partie d'une surface constituent un cas typique de relations externes.

La critique faite par  Russell et G. E. Moore de l'idéalisme de Bradley et de la doctrine des relations internes qu'on lui attribue est un des moments phares de la naissance de la philosophie analytique au début du XXe siècle. La philosophie traditionnelle a toujours eu tendance, d'après Russell, à nier la réalité des relations en tant que telles, et ce, faute d'une logique adéquate.L'ensemble des philosophes se serait même appuyé sur une conception « internaliste » des relations, en les interprétant soit comme des propriétés appartenant aux termes mêmes (les relata), soit comme des propriétés du Tout dont font partie les relata (pour les versions les plus radicales du monisme dont celle de Bradley). Or il faut une théorie des relations qui puisse rendre compte des relations asymétriques telles que A > B, lesquelles jouent un rôle considérable en mathématiques comme dans nos représentations communes. La philosophie doit, pour ce faire, renoncer à toute métaphysique moniste et à toute logique réduisant les relations à des propriétés internes.
Cette remise en cause de la conception internaliste des relations suscite durant cette période un débat entre monistes et pluralistes sur un certain nombre de questions théoriques pouvant dans l'ensemble se ramener à la question suivante : « Les relations sont-elles internes ou externes ? ». Si elles sont internes, c'est-à-dire si un terme ne peut être saisi en soi indépendamment de ses relations avec d'autres, l'univers forme un être unique (thèse moniste) ; si elles sont externes, c'est-à-dire si elles sont indépendantes de la nature des termes qu'elles relient, l'univers n'est plus qu'une sommation de parties indépendantes (thèse pluraliste). Dans la tradition moniste représentée par Bradley, toute relation qui conduit à établir dans le réel une pluralité de choses existant séparément est reléguée du côté de l'apparence illusoire. Dans La philosophie de l'atomisme logique, Russell met au contraire en avant la dimension plurielle de la réalité, caractérisée par une grande diversité (des choses, des situations, des aspects). Il voit par ailleurs dans l'« atomisme » de la logique moderne l'équivalent formel de son approche réaliste des relations.
Pour Russell, Le monde se compose de choses ayant des qualités et entretenant des relations avec d'autres choses. Il comprend les particuliers, c'est-à-dire les entités individuelles, et des universaux. Mais particuliers et universaux n'ont pas d'existence concrète en dehors des faits dans lesquels ils entrent en composition par des relations. Ces relations n'ont elles-mêmes d'existence concrète que dans ces faits. Les relations font ainsi partie de « l'ameublement du monde ». Avec le renouveau de la métaphysique au sein même de la philosophie analytique, vers les années 1950, des théories métaphysiques ont été avancées à propos du type de relations qui feraient ainsi partie de l'ameublement du monde. On compte parmi ces théories :
- la théorie des tropes, qui réduit toute relation à des rapports de « similitude » et de « coprésence » entre des tropes (ou « particuliers abstraits »)
- la théorie des états de choses, selon laquelle les réalités fondamentales du monde proviennent d'une combinaison d’un individu au sens strict (thin particular en anglais) et d’une propriété
- l'atomisme des propriétés (ou métaphysique « néo-humienne »), qui envisage les lois de la nature comme des relations de survenance entre des qualités pures combinées de façon aléatoire dans l'espace-temps
- le structuralisme ontologique, pour lequel il n'existe rien d'autre que des relations (le plus souvent conçues comme mathématiques)

##### Les individus

Le thème de l'unité individuelle traverse toutes les traditions métaphysiques, y compris la tradition analytique.

Dans la métaphysique occidentale traditionnelle, les individus sont compris comme des êtres « indivis », c'est-à-dire comme des éléments propres du monde qui ne peuvent être divisés sans que leur identité ne soit perdue. Ils ne peuvent avoir qu'une seule occurrence, ce qui signifie qu'ils ne sont pas répétables à l'identique. En tant que sujets d'attribution des propriétés, les individus y sont également considérés comme des substrata ou « substances » (au sens défini par Aristote), des êtres à la fois particuliers et porteurs de propriétés universelles par lesquelles ils peuvent être spécifiés. Dans son sens traditionnel, la substance réunit à la fois un principe d'universalité, celui des propriétés attribuables à plusieurs choses, et un principe d'individuation, souvent associé à l'idée de matérialisation ou à celle de localisation. Ainsi entendu, un individu n'est pas un être simple mais bien un être composé au niveau le plus fondamental par des propriétés et par leur instance dans le monde. Cette distinction se retrouve en métaphysique analytique dans les notions contemporaines d'« état de choses » et de « particulier épais » (« épaissi » par ses propriétés).
On estime généralement que le monde compte de nombreuses entités individuelles, comme les êtres vivants, les atomes ou les étoiles. Une chose y est considérée comme individuelle lorsqu'il s'agit d'une entité séparée, distincte du reste du monde. Mais considérer ainsi l'individualité reste problématique : il est possible, en effet, de distinguer un élément d'un ensemble sans qu'il en soit vraiment séparé, comme lorsqu'on identifie une fleur sur un végétal, par exemple. Pour surmonter cette difficulté, le métaphysicien Peter van Inwagen propose de définir négativement l'individualité en listant les conditions qui font qu'une chose n'est pas individuelle. Selon lui, une chose n'est pas individuelle dans les cas suivants :
1. si elle est une pure modification de quelque chose d'autre ; ainsi, une onde qui se propage sur une surface ou un pli présent sur une feuille de papier ne sont pas des choses individuelles parce qu'il s'agit là de pures modifications de quelque chose qui n'est ni une onde ni un pli ; contrairement à un individu, une modification n'existe pas par elle-même mais par la chose qu'elle modifie
2. si elle est une pure collection de choses ; par exemple, une armée, en tant qu'elle n'est « rien de plus » que l'ensemble changeant des militaires d'un pays, ne constitue pas un individu, contrairement à un militaire qui n'est pas réductible en tant que tel à l'ensemble changeant de ses atomes constitutifs
3. si elle est un matériau ou une substance matérielle (stuff), comme le sont l'eau, la chair, l'acier ou l'hydrogène ; bien que des êtres individuels puissent se former à partir de telles substances, elles ne sont pas elles-mêmes des individus
4. si elle est un « universel », autrement dit quelque chose qui peut être instancié ou exemplifié : les propriétés qui peuvent être attribuées à plusieurs objets ou les objets abstraits qui peuvent être exemplifiés par des objets individuels ne sont donc pas eux-mêmes des individus
5. si elle est un événement ou un processus, comme la Seconde Guerre mondiale ou l'industrialisation du Japon : les événements et les processus se produisent « à travers » le temps, recouvrant une partie du temps (on dit en métaphysique analytique qu'ils « perdurent »), tandis que les individus existent « dans » le temps, subsistant comme tels, en entier, tout au long de leur durée d'existence (on parle en métaphysique analytique d'« endurance » des individus)

Depuis les travaux de Gustav Bergmann, qui forge dans les années 1960 la notion de « particulier nu » (bare particular en anglais), on tend à distinguer au sein même des individus entre les individuateurs et les propriétés individualisées. Un individuateur est appelé « particulier nu » ou « mince » lorsqu'il est compris comme une entité individuelle théorique dépourvue de propriétés. Un particulier nu est théoriquement indépendant de ses propriétés, mais dans la réalité il lui est impossible d'en être totalement privé, car il contribue nécessairement avec elles à la formation d'un individu.

##### Les universaux
Dans la métaphysique traditionnelle, les universaux sont des types, des propriétés ou des relations qui ont un caractère universel au sens où ils peuvent être, selon Aristote, « dits de plusieurs », c'est-à-dire être conçus comme propres à plusieurs choses singulières différentes. Les universaux sont ou représentent ce qui est commun aux choses singulières que l'on nomme, par opposition aux universaux, les « particuliers ». Par exemple, les universaux « humanité », « circularité », ou « parentalité » sont distincts des particuliers que sont « tel être humain », « tel cercle » ou « tel parent ». La question centrale débattue en métaphysique est alors de savoir si les universaux ont une existence en soi (réalisme, au sens du réalisme des universaux) ou s'ils sont de simples concepts produits par l'esprit et exprimés dans le langage par des noms (nominalisme). S'ils ont une existence réelle, se pose ensuite la question de la nature du lien qui les attache aux réalités particulières.
Après une éclipse relative durant la période moderne, la question des universaux est réapparue au sein de la philosophie analytique à partir du XXe siècle, sous l'impulsion d'abord de  Bertrand Russell, et surtout avec David M. Armstrong, métaphysicien australien qui a fait valoir une position réaliste d'inspiration aristotélicienne, coordonnée aux acquis scientifiques concernant les propriétés physiques. Pour lui, les universaux sont des propriétés qui se trouvent littéralement et entièrement présentes dans divers êtres individuels. En effet, le monde est un cosmos diversifié et ordonné présentant des caractères récurrents. Adopter la thèse de l'existence de propriétés ayant une nature universelle permet de rendre compte efficacement de ces caractères, manifestés par les ressemblances des choses, leur appartenance à des espèces, ou leur comportement causal. Dans cette optique, ce qui est désigné par des prédicats comme « être une molécule d’ADN », « être octogonal », « avoir un spin » ou » « avoir une charge » est un universel se répétant à l’identique parmi les particuliers.
Aujourd'hui, un débat oppose les continuateurs d'Armstrong et les partisans des tropes (propriétés irréductiblement particulières). Ce débat réactualise, avec des approches et des concepts nouveaux, celui qui a eu cours à partir du Moyen Âge entre réalisme et nominalisme, produisant une réflexion sur le statut des lois de la nature. Celles-ci peuvent désormais être envisagées comme de simples relations entre des universaux, et non plus comme des rapports mystérieusement récurrents entre des choses ou des propriétés qui seraient, elles, singulières. Une théorie des universaux peut alors offrir un ancrage réaliste et un fondement métaphysique aux lois de la nature, contre le nominalisme des théories inspirées par David Hume où les lois ne sont rien de plus que des régularités inexplicables.

##### Les niveaux de réalité

L'eau liquide et les molécules de formule chimique H₂O qui la composent constituent la même substance à deux niveaux de réalité différents.

L'idée d'un monde comprenant des niveaux de réalité hiérarchisés est progressivement devenue un lieu commun que l'on retrouve actuellement dans des disciplines comme la biologie, les sciences humaines, l'histoire. En métaphysique, elle relève d'une approche antiréductionniste du monde. Celui-ci est supposé être hiérarchisé en une série de strates ou de niveaux « discrets » au sein desquels chaque entité naturelle trouve une place unique, et peut se décomposer en parties occupant les niveaux inférieurs. Ainsi, on considérera que l'eau occupe un niveau n, alors que ses constituants dihydrogène et dioxygène occupent un niveau n−1, et les constituants de ces constituants un niveau n−2, etc., cette régression trouvant son terme dans un niveau « zéro » peuplé des entités les plus élémentaires postulées par la physique contemporaine.
Selon cette compréhension de la réalité, à laquelle on réfère souvent par l'expression de « modèle stratifié », les entités qui occupent les niveaux supérieurs dépendent dans leur existence et leur comportement des entités des niveaux inférieurs. Mais ce qui existe aux niveaux élevés de la réalité, tels les organismes vivants, n'est généralement pas considéré comme « réductible » à ce qui existe aux niveaux plus fondamentaux, à l'échelle des atomes par exemple. On estime que les phénomènes de niveau supérieur sont à cet égard autonomes par rapport aux phénomènes de plus bas niveau. Nier cette autonomie équivaudrait alors à défendre un réductionnisme scientifique simplificateur.
John Searle est en philosophie de l'esprit l'un des principaux représentants de ce point de point de vue. Le métaphysicien John Post défend également la thèse des niveaux de réalité pour justifier un « physicalisme non réductionniste ». Il envisage un monde composé d'une hiérarchie d'entités et de propriétés. Chaque niveau de cette hiérarchie est dépendant mais ontologiquement distinct des entités des niveaux inférieurs. Cette idée de dépendance, associée à celle d'émergence (par exemple chez John Searle dans sa version forte) ou à celle de survenance (par exemple chez John Post), implique de distinguer entre deux types de lois ou de causalité :
1. les lois « horizontales » qui régissent le comportement des objets à un niveau donné et qui correspondent aux lois courantes de la physique, de la chimie et des sciences spéciales
2. les lois « verticales » qui régissent les relations entre les niveaux

Ce dernier type de lois ou de causalité ancre les objets et les propriétés du niveau supérieur dans des processus de niveau inférieur, et autorise une causalité « descendante » par laquelle ces objets ou propriétés agissent ou ont une influence à leur tour sur ces processus.

#### 2. Théories

##### Le nominalisme
À l'origine, le nominalisme est une doctrine philosophique de la fin du Moyen Âge. Elle apparaît dans le contexte de la scolastique et est défendue notamment par Guillaume d'Ockham. Le nominalisme scolastique envisage les concepts généraux, appelés « universaux », comme des constructions de l'esprit et les noms qui s'y rapportent comme de simples conventions linguistiques, partant du principe que les êtres ne sont pas intrinsèquement porteurs des concepts par lesquels nous les appréhendons. Cette position implique une forme d'atomisme ontologique.
Le nominalisme contemporain s'identifie en grande partie avec ce qu'il est convenu d'appeler aujourd'hui l'« extensionnalisme ». À son niveau le plus général, défendre une approche extensionnaliste, par opposition à une approche intensionnaliste, consiste à ne faire intervenir que l'extension ou la référence des termes et expressions, à l'exclusion de leur sens ou de leur contenu intensionnel. Dans un système extensionnaliste, il n'y a de références qu'à des individus ou des éléments, et non pas à des descriptions ou des contenus de signification. La raison avancée pour justifier cette restriction est que la seule réalité pertinente dans l'évaluation d'un énoncé est la relation entre les signes et l'objet qui leur correspond dans le monde, relation qui détermine la valeur de vérité de l'énoncé. Une logique intensionnelle, au contraire, ne fait pas abstraction des contextes, notamment du contexte psychologique des croyances, et ne garantit donc pas la substituabilité salva veritate des énoncés (le fait pour un énoncé de pouvoir être remplacé par un autre sans que les conditions de vérité ne changent).
Il existe ainsi une multitude de formes de nominalisme dont le seul point commun entre eux est, selon la formule de Pierre Jacob, le « goût des ontologies désertes », ainsi que le rôle déterminant accordé aux individus. Le nominalisme dont se réclame par exemple Nelson Goodman, l'un de ses principaux représentants contemporains, n'a pas de lien direct avec son origine médiévale. En revanche, il trouve son impulsion fondamentale dans une controverse autour des mathématiques qui a lieu au cours des années 1950. Cette controverse oppose les tenants du platonisme, affirmant l'existence de classes irréductibles (Church ou Carnap), et les partisans d'une réduction des mathématiques à un atomisme logique aussi strict que possible. Nelson Goodman et Willard Quine, notamment, affirment dès 1947 dans un article commun en faveur du nominalisme la nécessité de proscrire résolument les « entités abstraites », c'est-à-dire les classes, les relations et les propriétés, et de n'admettre que les individus.
Outre le respect d'un principe d'économie ontologique comparable au rasoir d'Ockham, cette forme de nominalisme impose deux lignes de conduite méthodologiques :
1. ne pas admettre d'entités sans distinction de leur contenu, deux entités différentes ne pouvant se composer des mêmes éléments
2. ne pas exclure d'une conception ce qui est apte à fonctionner comme individu, eu égard à nos pratiques ou à nos usages linguistiques

La premier principe correspond à une exigence restrictive et déflationniste (c'est-à-dire faisant intervenir le minimum possible de notions), tandis que le second principe relève au contraire d'un certain pragmatisme quant à ce qui est admissible comme entité individuelle.
D'un point de vue technique, le nominalisme de type goodmanien repose tout entier sur l'adoption du « calcul des individus » développé par Henry Leonard au cours des années 1930. D'un point de vue plus philosophique, il implique une forme de phénoménalisme intégrant la notion de qualia, car il tient le monde concret de la perception pour fondamental, et s'oppose ainsi au physicalisme, qui refuse l'existence des qualia et tient pour fondamental le monde abstrait décrit par la physique des particules.

##### Le réalisme des universaux

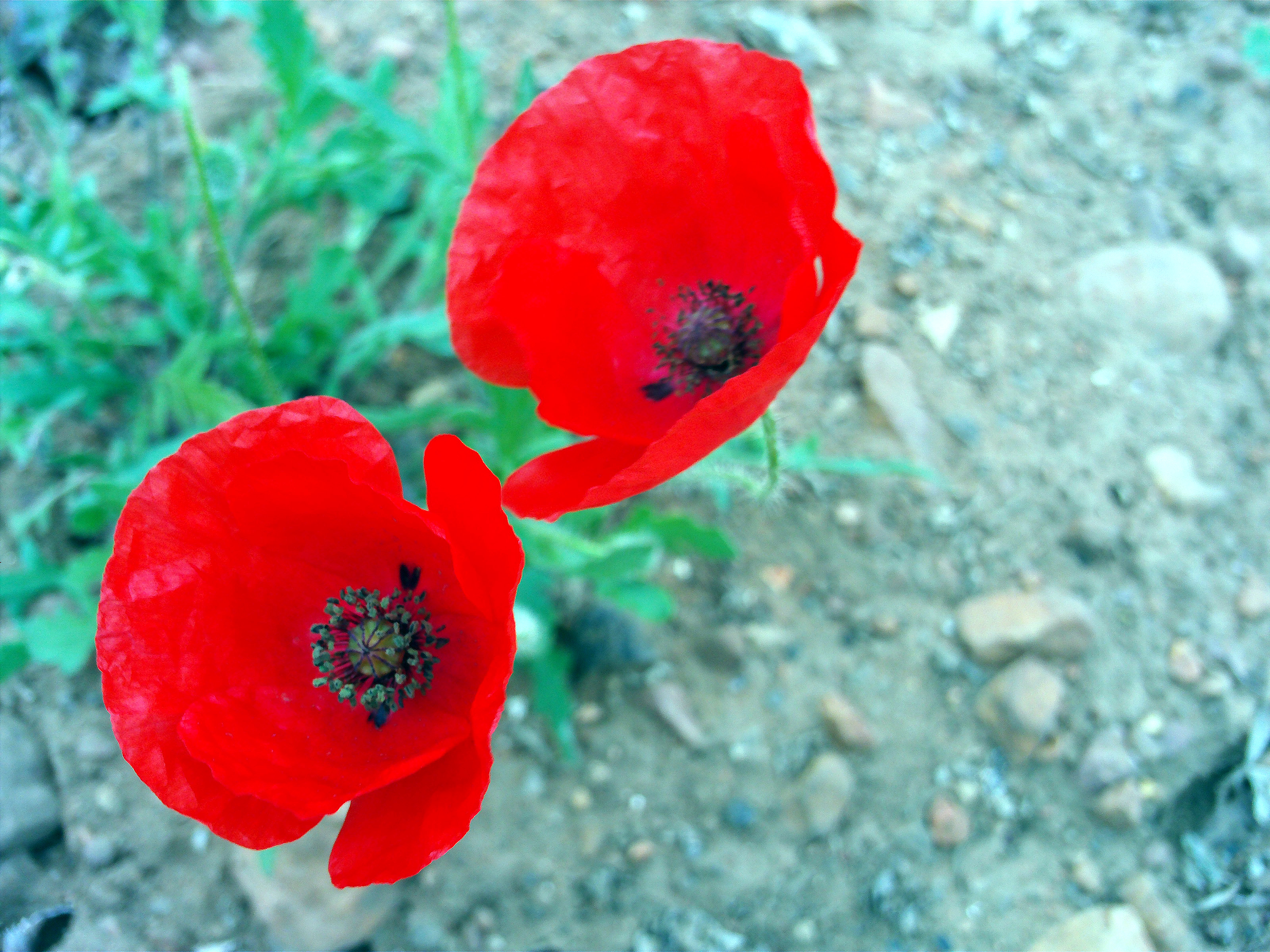
À quel type de relation nous référons-nous lorsque nous disons de deux choses qu'elles sont identiques ou semblables ?

Appliqué aux universaux, le réalisme défend l'idée qu’il y a dans la réalité toutes sortes de caractéristiques qui se retrouvent à l’identique dans ses différentes instances. Selon ce point de vue, les propriétés des choses possèdent elles-mêmes une propriété, celle d’être des « répétables », autrement dit, d’être présentes à l'identique dans un certain nombre de choses particulières. Les termes généraux du langage désigneraient ainsi correctement des propriétés qui seraient présentes « dans » plusieurs individus tout en restant identiques à elles-mêmes. C'est le même rouge qui serait dès lors présent dans la coloration des pétales de coquelicot et dans le spectre de l'arc-en-ciel, malgré la différence apparente des nuances de ce rouge. On peut relever dans l'histoire un réalisme fort (« platonicien ») qui conçoit l'existence d'universaux transcendants (« les universaux résident hors des choses ») et un réalisme faible (« aristotélicien ») qui n'admet que l'existence d'universaux immanents (« les universaux sont dans les choses »).
Le réalisme des universaux est une théorie alternative au nominalisme. En métaphysique analytique, le nominalisme peut pendre la forme d'une théorie atomiste des propriétés, aussi appelée « métaphysique humienne ». Comme cette dernière, le réalisme des universaux prétend rendre compte de la notion de loi de la nature. Mais tandis que la métaphysique humienne conçoit les lois de la nature comme une simple régularité entre des phénomènes contigus dans l'espace et dans le temps (par exemple chez Frank Ramsey ou David Lewis), la conception réaliste des universaux envisage les lois de la nature comme des relations entre universaux (par exemple chez David Armstrong, Fred Dretske, Michael Tooley). Cependant, ni les lois ni les universaux que ces lois relient ne sont censées exister indépendamment de leurs occurrences dans la nature.
Pour Armstrong et Dretske, l'adoption de ce cadre réaliste permet de mieux expliquer l'existence des lois de la nature et leur nécessité que ne peut le faire la conception humienne régulariste défendue par Ramsey ou Lewis. En effet, la loi n'y est plus considérée comme une régularité contingente saisie par induction sur une base observationnelle ; en tant que relation entre des propriétés universelles existant dans la nature, elle est une entité à part entière qui tire son universalité des propriétés mêmes qu'elle relie. Ce cadre permet également de faire l'économie de la thèse humienne de la survenance, thèse d'après laquelle les lois naturelles « surviennent » sur des faits locaux particuliers, autrement dit, se déterminent en fonction de ces faits, mais de façon apparemment inexplicable. En ce sens et de façon plus générale, le réalisme des universaux prétend résoudre le paradoxe de la récurrence des relations entre des choses ou des propriétés pensées comme singulières en attribuant l'universalité à ces dernières.
Depuis son renouveau au sein de la philosophie analytique, le réalisme des universaux s'appuie sur les derniers acquis des sciences, en particulier ceux de la physique : il évite ainsi de postuler des propriétés fantaisistes, ou de croire qu’il existe une propriété pour chaque nom commun du langage. Dès lors, les expressions « électron », « charge électrique » ou « masse », qui désignent des propriétés basiques reconnues par la physique actuelle, seront utilisées pour désigner de véritables universaux, tandis que seront écartés les termes généraux fictifs ou naïfs du langage courant. Contrairement aux universaux fictifs, les véritables universaux expliquent les actions d’une partie des entités dont l'existence est scientifiquement avérée. Néanmoins, un problème que toute conception réaliste des universaux doit surmonter est celui de leur localisation multiple (le fait de se trouver « dans » différents individus ou en différents endroits) ainsi que celui de la nature de la relation qui les attachent à leurs différentes instances.

##### La théorie des tropes

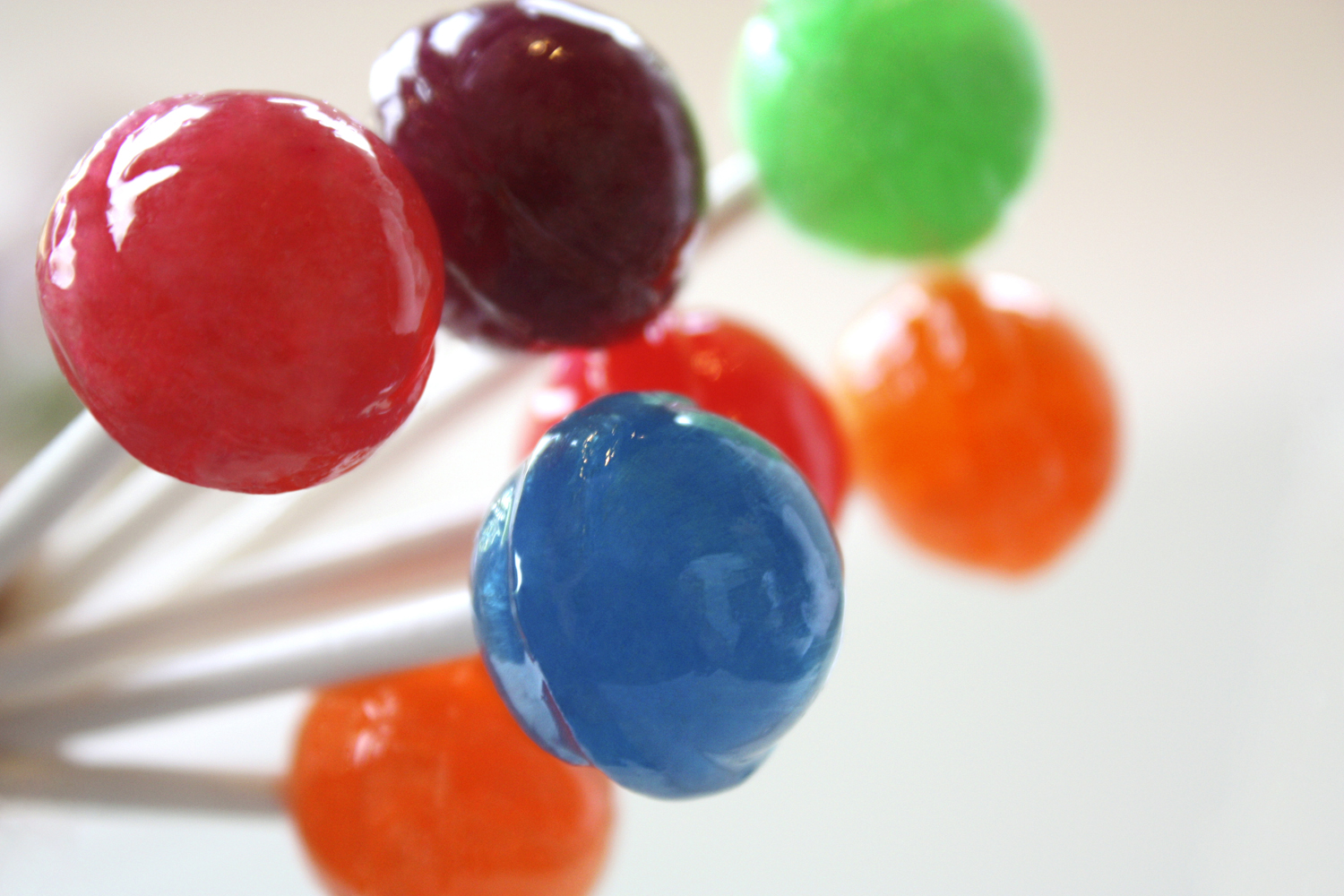
Les sucettes de D. C. Williams sont devenues une illustration classique de la théorie des tropes concernant la relation de similarité entre les objets.

C'est dans un article de Donald C. Williams, publié en 1953 et intitulé « Les éléments de l'être » (On the Elements of Being), que l'on trouve la première formulation moderne de la théorie des tropes, conçus comme des propriétés singulières non répétables. Williams propose d'étendre aux propriétés, comme la couleur d'un objet, ce que nous faisons intuitivement pour les parties des objets et des classes. Lorsque nous disons d'un objet x qu'il est partiellement identique à y, nous exprimons l'idée qu'une partie de x et de y est la même, et qu'une autre partie est différente. Pour Williams, nous devons analyser de façon comparable les propriétés et les objets caractérisés par ces propriétés, en abstrayant dans la relation entre deux propriétés qui se ressemblent (par exemple deux nuances d'une même couleur), ce qui est parfaitement similaire entre elles et ce qui ne l'est pas du tout. Une fois cette opération effectuée, il n'y a plus lieu d'admettre d'autre type de relation que les rapports de « similitude » (ressemblance parfaite qui doit être distinguée de la relation d'identité) et de « coprésence » (proximité spatiale).
Ainsi, deux sucettes (l'exemple est de Williams) se ressemblent partiellement parce que, par exemple, elles ont des bâtons théoriquement parfaitement similaires, ce que nous exprimons de manière incorrecte en disant qu'elles ont le même bâton, tandis qu'elles portent une boule de couleur, de forme et d'arôme différents. Cette similarité entre parties n'est toutefois pas parfaite dans la réalité physique et elle doit être analysée en termes d'éléments plus fins que sont les parties ou composants abstraits. Ces propriétés de base sont abstraites parce que nous les abstrayons des êtres particuliers concrets (de cette sucette ou de ce bâton de sucette). Williams soutient en outre qu'elles sont particulières parce que leur localisation est particulière (dans cette sucette ou dans ce bâton de sucette). Ces propriétés sont ainsi désignées comme « particuliers abstraits » (abstract particulars) et sont considérées comme les éléments ontologiquement constitutifs des particuliers concrets. Les tropes ne sont rien d'autre que ces propriétés fondamentales dont la combinaison constitue selon Williams l'ensemble de ce qui existe. Les tropes apparaissent dès lors comme les éléments ou l'« alphabet » de l'être.
Cette théorie a pour ses partisans l'avantage de proposer ce que Keith Campbell appelle une « ontologie mono-catégorielle », c'est-à-dire une conception de l'être ne faisant appel qu'à une seule catégorie. Elle se présente aussi comme un compromis entre le nominalisme pour lequel les mots et les concepts ne peuvent référer qu'à des entités particulières, et le réalisme des universaux pour lequel il existe une entité correspondant aux mots et concepts généraux. Les tropes partagent avec les entités particulières postulées par le nominalisme la caractéristique de ne pas pouvoir se trouver en des lieux différents au même moment, mais ils partagent aussi avec les universaux postulés par le réalisme la caractéristique d'être déterminés d'une seule et unique façon (être rouge, être sage, être de charge négative pour une particule élémentaire, etc.). Le théoricien des tropes défend donc une position qui peut être considérée comme intermédiaire selon laquelle un concept est une classe de propriétés individuelles similaires mais non identiques.

##### La théorie des états de choses
Le concept d'« état de choses » (state of affairs en anglais) a été forgé par David Armstrong à partir de la notion de « fait » proposée par Wittgenstein dans son Tractatus. Selon ces deux auteurs, les individus, les propriétés et les relations sont tout ce qui existe dans le monde. Un état de choses, ou fait, est une réalité fondamentale composite qui provient de la combinaison d’un individu au sens strict (thin particular) et d’une propriété. D'après David M. Armstrong, cette combinaison est la structure la plus fondamentale de la réalité. À ces deux constituants s'ajoutent des relations entre les individus et les propriétés. Les lois de la nature sont envisagées dans cette perspective comme des relations entre des propriétés universelles (les « universaux »).
L'individu, ou « particulier » (particular), est le premier constituant fondamental d’un état de choses. Contrairement aux propriétés qui caractérisent les états de choses, l'individu est strictement non répétable : il ne possède qu'une seule occurrence (ne se présente qu'une seule fois). Parce qu'il n'a qu'une seule occurrence, un individu ne peut être à plusieurs endroits en même temps. Jean, le Soleil, mon ordinateur, ce bout de papier, sont des individus en ce sens, bien qu'ils ne soient pas des individus fondamentaux (indivisibles). C'est en vertu de leur caractère individuel que ces choses ou cette personne sont uniques et se situent à un seul endroit à la fois. L'autre constituant fondamental d'un état de choses est la propriété qui contribue, avec d'autres propriétés, à sa caractérisation. Selon Armstrong, cette propriété est un universel qui peut se répéter à l’identique dans différents états de choses. Elle a donc de multiples occurrences ou instanciations possibles. Par exemple : la propriété « charge électrique négative » est prédiquée de tous les objets de charge électrique négative et est donc la même pour tous ces objets. Elle est instanciée dans chacun de ces objets.
Affirmer comme Wittgenstein ou Armstrong que la réalité est fondamentalement constituée d’états de choses (et non, par exemple, de choses) revient à soutenir une thèse métaphysique : le factualisme. Le factualisme a des implications  épistémologiques concernant la relation entre une proposition vraie et la réalité, ainsi que des implications linguistiques concernant la relation entre un sujet et un prédicat. Il conduit chez Armstrong à la théorie des vérifacteurs. Selon cette théorie, l'état de choses qui fait que a est F est le vérifacteur « F(a) », qui est une relation de prédication atomique  ou élémentaire. Un des arguments avancés en faveur du factualisme est le suivant : a et F pourraient exister sans que « a est F » soit réalisé ; le fait que a soit F implique donc quelque chose de plus que a et F, et ce quelque chose est un état de choses.
La théorie des états de choses est une théorie concurrente de la théorie des tropes, cette dernière refusant l'idée qu'une même chose, y compris une propriété, puisse être en plusieurs endroits à la fois ou en plusieurs choses. Elle se présente comme un compromis entre l'essentialisme, tel qu'on peut le trouver dans la conception réaliste des universaux, et le nominalisme ou le « tropisme ». Elle s'inscrit dans l'héritage de la métaphysique d'Aristote qui, elle également, fut présentée comme une position intermédiaire entre le platonisme, soutenant l'existence indépendante des essences, et l'atomisme, qui n'envisageait l'existence que pour les entités matérielles singulières. La théorie des états de choses permet, comme l'aristotélisme, de concilier l'idée qu'il existe des propriétés universelles avec l'idée que seul ce qui est individuel existe, l'existence d'une propriété consistant à être instanciée dans au moins un individu.

##### L'atomisme des propriétés

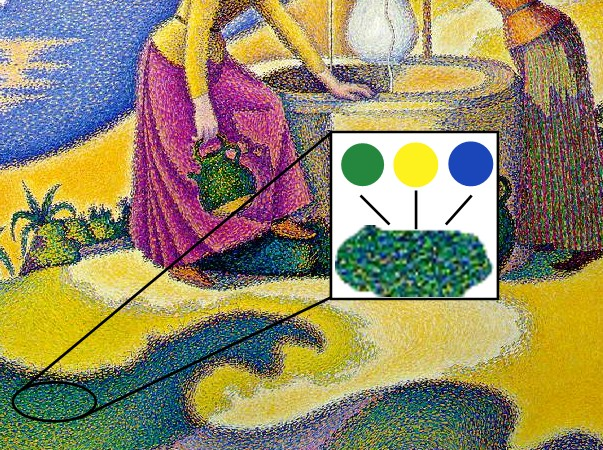
A l'image du style pointilliste en peinture, l'atomisme des propriétés implique un monde composé de qualités pures dont chacune est localisée dans l'espace-temps.

L'atomisme des propriétés est une version contemporaine de la métaphysique humienne au sein de la métaphysique analytique. Davis Lewis est le philosophe le plus influent de cette conception. Selon lui, il existe des objets physiques fondamentaux identifiables à des points de l'espace-temps. Les propriétés caractéristiques de ces objets – celles qui définissent ce qu'ils sont vraiment – sont des propriétés intrinsèques : des propriétés qu'un objet possède indépendamment de l'existence et de la nature des autres objets. De plus, ces propriétés sont des qualités pures. En tant que telles, elles ne possèdent pas la disposition de causer quoi que ce soit. Le monde est ainsi vu comme une vaste mosaïque de propriétés qualitatives instanciées par des points physiques qui se juxtaposent. Les relations de causalité déterminent simplement l'ordre d'apparition de ces propriétés et la façon dont elles sont associées dans l'espace. Elles constituent un réseau qui « survient » sur les caractéristiques physiques fondamentales du monde. On parle, dans ce contexte, de « survenance humienne » pour caractériser cette position :
« […] tout ce qui existe dans le monde est une vaste mosaïque d'affaires locales de faits particuliers, rien qu'une petite chose et puis une autre et ainsi de suite. Nous avons la géométrie : un système de points avec des relations externes de distance spatio-temporelle entre eux. […] En ces points se trouvent des qualités locales : des propriétés intrinsèques parfaitement naturelles qui n'ont besoin de rien de plus grand qu'un point auquel être instanciées. En bref : nous avons un arrangement de qualités. Et c'est tout. Il n'y a pas de différence sans différence dans l'arrangement des qualités. Tout le reste survient sur cet arrangement. »
Cette thèse est au centre de la métaphysique de Lewis, qualifiée de « métaphysique humienne » car, d'une part, elle énonce en quoi consiste la véritable structure du monde – une collection de choses ponctuelles – et, d’autre part, elle nie comme le philosophe David Hume l'existence de connexions nécessaires dans la nature, y substituant le principe d'une simple conjonction entre les choses (« juste une petite chose et puis une autre »). L'atomisme des propriétés, contrairement au structuralisme ontologique, sa théorie rivale (voir sect. 3.2.2.4), considère donc que les propriétés véritables des objets sont des propriétés intrinsèques à ces objets, distinctes et indépendantes des lois et des relations causales dans lesquelles elles semblent engagées. Ce sont des qualités pures dont les connexions apparentes entre elles et avec nous ne nous disent rien de ce qu'elles sont. Cette position conduit à une forme de scepticisme concernant la possibilité de connaître la nature intrinsèque du monde, scepticisme qui contraste en particulier avec l'optimisme scientifique du structuralisme ontologique, pour lequel les relations définissent la nature même des choses.

### La nature du monde

#### 1. Notions

##### Les essences
La notion d'essence désigne ce qui fait qu’une chose est ce qu’elle est, par exemple, sa constitution propre ou sa réalité non apparente. C'est une notion centrale de toutes les traditions métaphysiques. Elle a connu le même déclin historique que celui de la métaphysique, entre le milieu du XVIIIe siècle et le milieu du XXe siècle, rejetée aussi bien par la tradition empiriste que par l'idéalisme de type kantien. Son retour, au sein cette fois de la philosophie analytique, a été associé à l'émergence de deux champs disciplinaires distincts :
1. la sémantique de Kripke, dans le cadre de ce que l’on a nommé « l’essentialisme a posteriori », où les essences ne sont pas postulées a priori mais dégagées a posteriori à la suite de découvertes empiriques[N 3]
2. l’essentialisme « scientifique », qui obéit aux contraintes de la pensée scientifique et qui considère les essences comme des pouvoirs ou des dispositions plutôt que comme des regroupements de propriétés constitutuant des entités

Dans son acception classique, l'essence correspond à ce qu'est proprement une chose, à ce qui la constitue de façon caractéristique, par opposition à l'accident qui n'en constitue qu'un attribut secondaire ou extérieur. L'essence se différencie par ailleurs de l'existence puisqu'elle caractérise la nature d'une chose indépendamment de son éventuelle existence. En métaphysique analytique, ceux qui acceptent la notion d'essence cherchent à la préciser et à en montrer la nécessité. Pour le métaphysicien Jonathan Lowe en particulier, la métaphysique n'est pas autre chose que la science des essences. Bien que réelles, ces essences ne sont pas des entités supplémentaires à celles qu'elles caractérisent et elles ne peuvent donc faire partie de l'inventaire de ce qui existe dans le monde. L'essence précède en effet l'existence aussi bien du point de vue ontologique, en tant que condition préalable au fait d'exister, que sur le plan de la connaissance, puisque nous ne pouvons nous assurer qu'une chose existe si nous ne savons pas ce qu'elle est. C'est, d'après Lowe, ce qui explique que nous connaissons les essences de nombreuses choses qui n'en sont pas encore venues à exister et que nous savons ce que ces choses seraient si elles existaient, conservant ce savoir même lorsque nous découvrons qu'en fait elles n'existent pas. L'essence constitue par là même le fondement de la connaissance empirique et scientifique, mais aussi de la possibilité métaphysique, ou possibilité d'existence (que Lowe distingue de la possibilité physique).

##### Les propriétés

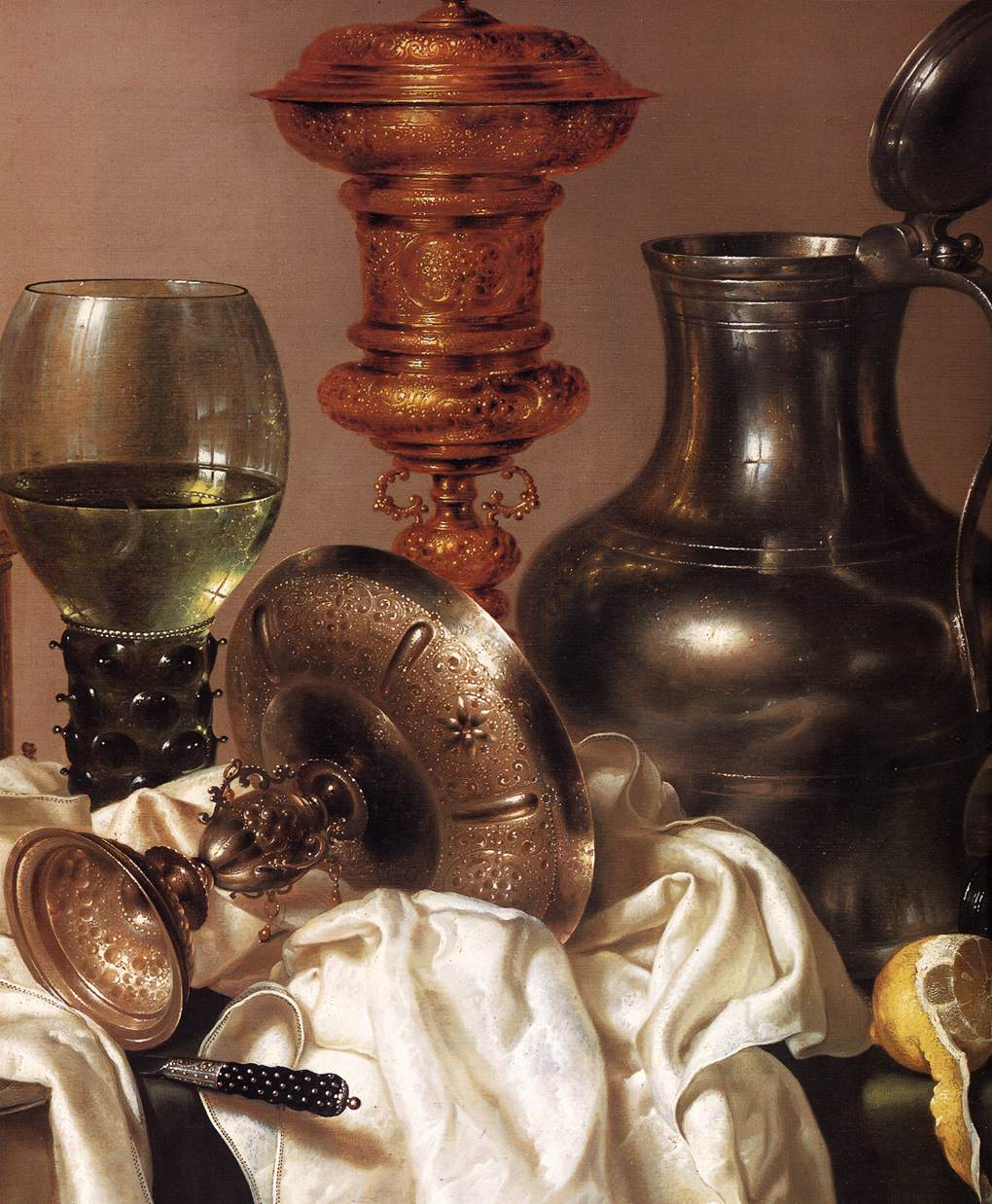
Les formes et les couleurs sont deux types de propriétés qui caractérisent les objets de notre environnement visuel.

Dans la terminologie aristotélicienne classique, les propriétés sont des caractéristiques qui peuvent être attribuées à une ou plusieurs choses. On distingue parmi elles :
1. les propriétés « intrinsèques », celles qu'un objet ou une chose a de lui-même, indépendamment des autres choses, y compris de son contexte
2. les propriétés « extrinsèques » (dites aussi plus simplement « relationnelles »), celles qui dépendent de la relation d'une chose avec d'autres choses.

La masse, par exemple, peut être considérée comme une propriété physique intrinsèque de tout objet physique alors que le poids est une propriété extrinsèque qui varie en fonction de la force du champ gravitationnel dans lequel l'objet considéré est placé. Le fait que quelque chose possède ontologiquement (par sa nature même) une propriété est représenté de façon classique dans le langage par l'application d'un prédicat au sujet grammatical. Toutefois, identifier ou associer ainsi la propriété à un prédicat soulève certaines difficultés logiques telles que les paradoxes de Russell et de Grelling-Nelson. Qui plus est, une propriété authentique peut impliquer un grand nombre de vrais prédicats : si x possède la propriété « poids supérieur à 2 kilos », par exemple, alors les prédicats « …pèse plus de 1,9 kilo », « …pèse plus de 1,8 kilo », etc., sont également vrais de celui-ci. Adopter une approche métaphysique sur ces questions, c'est tenter de comprendre la nature même des propriétés afin d'en mieux expliquer les mécanismes d'attribution.
Aujourd'hui, après la remise en cause initiée par Willard Quine et Nelson Goodman de l'existence des propriétés pour justifier une forme de nominalisme, les philosophes analytiques ne sont pas tous favorables à leur intégration dans leur inventaire ontologique, et même ceux qui conviennent que les propriétés existent sont souvent en désaccord sur celles qui existent. Il est donc difficile d'identifier des propriétés qui fassent consensus parmi eux. Ainsi, certains peuvent prétendre que l'humanité est une espèce naturelle et que les espèces naturelles ne sont pas des propriétés mais des ensembles ou des catégories. Cependant, ceux qui admettent les propriétés reconnaissent généralement qu'elles caractérisent des choses individuelles, ou, à l'inverse, que les choses individuelles les instancient ou les exemplifient. Par exemple, si l'humanité est admise comme une propriété existante, alors il s'agit d'une propriété qui caractérise réellement tous les êtres humains, ou, à l'inverse, d'une propriété que tous les êtres humains instancient ou exemplifient.
La question de savoir si les propriétés sont réellement universelles ou particulières est l'une des grandes questions de la métaphysique depuis le Moyen Âge. Établir que les propriétés sont réellement universelles, c'est affirmer que la même propriété peut être instanciée par des choses numériquement distinctes. Suivant cette perspective, il est possible que deux êtres humains distincts exemplifient exactement la même caractéristique (par exemple un caractère génétique). Un tel point de vue doit résoudre les problèmes soulevés par l'existence des universaux (multiplicité des occurrences, multi-localisation, ressemblance, etc.). Établir au contraire que les propriétés sont en réalité particulières, c'est affirmer que la même propriété ne peut avoir plusieurs occurrences dans le monde. Dans cette perspective, deux êtres humains distincts qui semblent exemplifier exactement la même caractéristique instancient en réalité deux caractéristiques parfaitement similaires (mais non identiques), appelées « tropes ». Il reste à comprendre alors en quoi consiste cette relation de « parfaite » similarité.
La notion de propriété tend à s'opposer sur plusieurs points au concept logique ou mathématique de classe, avec lequel elle entre parfois en concurrence. On peut ainsi relever les points suivants : 
- Une propriété appartient à l'objet qu'elle caractérise, tandis qu'un objet appartient à la classe qui le comprend
- Une propriété est distincte des objets qui la possèdent, tandis qu'une classe se confond avec l'ensemble de ses objets
- Contrairement aux classes, qui ont une extension propre, les propriétés n'ont par elles-mêmes aucune extension (elles sont en ce sens dites « intensionnelles ») ; leur extension dépend soit de celle des objets auxquels elles appartiennent, soit de leur exemplification dans des objets

##### Les substances
Dans son sens traditionnel, le mot « substance » désigne ce qu'il y a de permanent dans les choses qui changent, ou ce qui peut être conçu par soi indépendamment des propriétés qui en déterminent les modes. La notion de substance est aussi plus simplement définie comme ce qui réfère au sujet d'attribution des propriétés. En philosophie, une substance ne se réduit généralement pas à une collection de propriétés : il y a quelque chose en plus, le substratum ou la substance, qui est à la fois le support des propriétés et ce qui fait leur unité d'ensemble, dans la mesure où elles sont portées par un seul et même substrat. Les propriétés que possèdent le substratum sont dites « inhérentes ». Dans la phrase « la Terre est ronde » par exemple, la forme ronde est inhérente au concept de Terre. Considérée comme un substratum, la Terre possède la forme ronde qui est inhérente à sa substance.
Les « particuliers nus » de la métaphysique contemporaine (en anglais : bare particulars), dits aussi « minces » (thin), sont les équivalents contemporains des substrata de l'ancienne métaphysique. Ils sont avant tout chez Gustav Bergmann, qui en forge la notion dans les années 1960, des individuateurs. Bergmann considère que si nous essayons de traiter un individu comme un complexe de propriétés universelles (« universaux »), nous ne pouvons distinguer des individus qui possèdent les mêmes propriétés, à moins de recourir à la notion de « particulier nu ». Un particulier nu est un élément du monde sans lequel l'objet correspondant n'existerait pas. Son existence est théoriquement indépendante de ses propriétés, même si dans la réalité il lui est impossible d'en être totalement privé. Il est dit « nu » ou « mince » car il est considéré sans ses propriétés, et « particulier » parce qu'il réfère à une entité individuelle.
En métaphysique analytique comme dans la métaphysique traditionnelle, la notion de substance peut être pensée par opposition à celle de processus. Une substance est dans ce contexte un objet qui persiste en entier en chaque instant, et qui possède uniquement des parties spatiales. Un processus, à l'opposé, est un fait qui possède des parties spatiales ainsi que des parties temporelles. Il s'agit d'une suite continue d'événements qui sont liés entre eux par des intervalles de temps. Michael Esfeld propose de reprendre cette distinction pour définir la notion générale de substance de trois façons différentes :
1. par son existence indépendante ; une substance, en ce sens, peut exister seule, indépendamment de tout autre chose (par exemple, selon le substantialisme, l'espace et le temps sont des substances)
2. par la persistance de son identité durant un temps déterminé, la notion contraire étant celle de processus
3. en tant que porteur de propriétés, au sens d'individu auquel sont attribuées des propriétés ; cette acception coïncide avec la notion d'objet en physique

##### Les événements

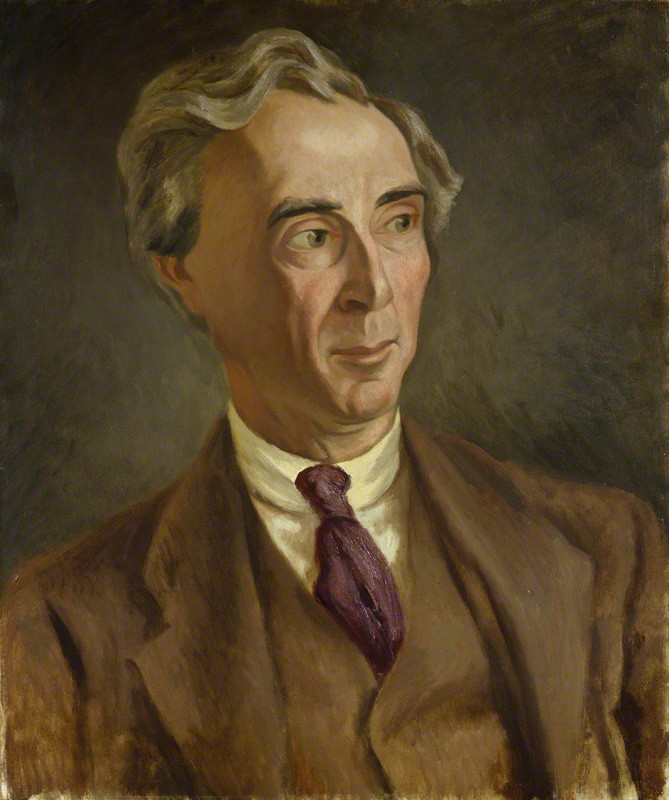
Portrait peint de Bertrand Russell en 1923. Russell a très tôt émis l'idée que la théorie de la relativité parlait en faveur d'une réalité faite d'événements plutôt que d'objets.

Au sens courant, un événement est ce dont la réalisation s'opère dans le temps, avec une certaine durée. La notion acquiert une grande importance au XXe siècle, sous l'impulsion de la phénoménologie et du pragmatisme. En philosophie analytique, elle tend à se rapprocher des développements de la physique du XXe siècle, notamment de la théorie de la relativité, et elle joue un rôle déterminant dans les débats concernant la métaphysique du temps. En physique, un événement est un point de l'espace-temps, correspondant à un certain lieu à un certain instant. Les processus physiques sont formés par la suite continue de ces événements. L'événement physique définit la position et la date de l'évènement entendu au sens ordinaire, sans fournir d'information sur la nature de cet évènement. En relativité restreinte, le concept d'événement prend une importance capitale : les coordonnées d'espace et de temps y sont en effet inséparables, contrairement à ce que présuppose la relativité galiléenne pour laquelle les objets occupent un espace conçu séparément du temps dans lequel ils persistent. De nombreux philosophes, tels Bertrand Russell, W. V. O. Quine ou David Lewis, considèrent ainsi que la physique de la relativité parle en faveur d'une métaphysique d'événements et de processus.
Selon la conception quadridimensionnaliste du monde généralement adoptée en physique aux grandes échelles, chaque objet comprend non pas trois mais quatre dimensions dont une longueur de temps,. On parle alors de ligne d'univers ou de « ver spatio-temporel » pour illustrer ces êtres temporellement étendus dont chaque « phase » ponctuelle correspond à un instant indivisible (à l'instar des points géométriques de l'espace). Les événements ponctuels sont, dès lors, les parties ultimes de ces objets. Ceux-ci persistent en s'étendant sur un certain temps et il n'y a aucune partie (aucun moment) de ce temps dans laquelle ils existent complètement. Tandis que les objets conçus de façon tridimensionnelle (les « substances ») endurent dans le temps, c'est-à-dire persistent en existant en entier en chaque instant, les objets quadridimensionnels (les « processus ») perdurent, c'est-à-dire persistent en s'étendant sur un certain temps, possédant à la fois des parties temporelles – les événements – et des parties spatiales. Dans cette perspective, les personnes elles-mêmes sont envisagées comme des suites d'événements ou de phases dont les relations de continuité et de connectivité mentales constituent l'unité à travers le temps.
La métaphysique des événements, postulant des êtres qui perdurent, s'oppose à la métaphysique des substances, qui postule des êtres qui endurent. Par sa compatibilité avec la théorie de la relativité, qui soutient également un espace-temps à quatre dimensions contenant des entités quadridimensionnelles, la métaphysique des événements semble mieux justifiée sur le plan physique que celle des substances. Sur une base à la fois physique et métaphysique, on peut dès lors concevoir chaque objet matériel comme une suite spatio-temporelle d'événements similaires, alors appelés « événements génidentiques ». Une pierre, par exemple, que nous considérons communément comme une substance persistant en entier dans le temps est en fait, selon cette conception, une suite continue d'événements spatiotemporels, autrement dit, une suite continue de points ou régions de l'espace-temps en lesquels les propriétés physiques qui constituent la pierre existent. De même, une personne est une suite continue d'événements, ces événements étant liés entre eux par le processus qu'est la conscience, sans qu'il y ait une substance comme l'âme qui endure. En un certain sens, la personne est donc l'histoire qui constitue l'ensemble de sa vie consciente.
Si à la place des particules tridimensionnelles (paradigme physique des particules) on conçoit des événements quadridimensionnels, on n'a plus affaire à une ontologie de la physique qui reconnaît des particules en plus des champs, mais à une ontologie qui accepte uniquement des champs (paradigme physique des champs), ceux-ci consistant en des événements qui existent en des points de l'espace-temps. Le slogan « matière en mouvement » qui caractérise le paradigme des particules ne s'applique donc plus. Les événements existent en des points de l'espace-temps et ils forment des séquences continues d'événements similaires, mais contrairement aux particules conçues de façon tridimensionnelle, ils ne se meuvent pas. Cette ontologie des champs semble confortée non seulement par la physique relativiste mais aussi par la métaphysique de l'univers-bloc (voir sect. 3.4.3.1), qui constituent avec la métaphysique des événements un « trio » théorique cohérent.

#### 2. Théories

##### L'idéalisme
Le terme même d'idéalisme recouvre des acceptions différentes selon les contextes philosophiques ou les philosophes. Dans le contexte de la philosophie analytique de langue anglaise, il désigne le plus souvent la doctrine selon laquelle tout ce qui existe, ou du moins tout ce dont nous pouvons connaître l'existence, doit être d'une façon ou d'une autre de nature mentale (idéalisme « objectif »), ou dépendant de l'esprit (idéalisme « subjectif », également appelé « berkeleyen »). Largement répandue au début du XXe siècle dans les universités britanniques au moment de l'émergence de la philosophie analytique, cette conception d'un monde étroitement lié à l'esprit a pris des formes variées au cours de l'histoire, et a été en grande partie supplantée en métaphysique analytique par des conceptions dites « réalistes » ou « matérialistes », comme le physicalisme ontologique.
Timothy Sprigge, l'une des principales figures de l'idéalisme contemporain, propose de définir cette position comme le point de vue métaphysique qui accepte au moins l'une des quatre thèses suivantes:
1. Rien n'existe véritablement en dehors de ce qui est mental ou dépendant de l'esprit (mind-dependant)
2. Les objets ou phénomènes physiques sont en réalité de nature mentale
3. Les objets ou phénomènes physiques sont en réalité dépendants de l'esprit
4. Le fait qu'un objet ou un phénomène physique existe signifie en réalité qu'il peut être perçu dans certaines circonstances

L'expression « en réalité » (ou « existe véritablement ») indique que ces propositions sont des affirmations métaphysiques ; comme telles, elles sont censées fournir une information sur la nature de la réalité qui, bien que littéralement vraie, peut être ignorée à des fins pratiques. Sprigge ajoute à ces quatre thèses les trois précisions suivantes :
1. Être de nature mentale, c'est être un esprit (mind) ou en être un composant, tandis qu'être dépendant de l'esprit, c'est exister seulement en tant qu'objet pour une conscience (mental awareness)
2. L'idéalisme peut être moniste ou pluraliste ; pour l'idéaliste de type moniste, il existe un unique esprit cosmique, ou une seule réalité d'ordre mental, qui inclut tous les phénomènes mentaux ; pour l'idéaliste de type pluraliste, au contraire, il existe une multitude d'esprits distincts ou d'individuations de l'esprit, qui ne sont pas réductibles à de simples parties d'un tout
3. Il y a une tendance à restreindre le terme « idéalisme » aux théories qui accordent un rôle plus fondamental aux formes jugées supérieures de l'esprit qu'aux formes jugées inférieures

L'idéalisme contemporain, dont les principales figures s'inscrivent dans la tradition de l'idéalisme britannique (G. R. G Mure, A. C. Erwin, Timothy Sprigge), partage souvent des caractéristiques qui le rapprochent de l'idéalisme de type « hégélien », avec notamment : 
- une croyance en un absolu (une seule réalité qui englobe tout en formant un système cohérent)
- l'affectation à une place éminente de la raison, à la fois comme faculté par laquelle la structure de l'Absolu est saisie et comme cette structure elle-même
- un refus fondamental d'accepter une dichotomie entre la pensée et l'objet, la réalité constituant une unité pleinement cohérente.

Il existe aussi, à côté de cette tendance holiste, un idéalisme plus « subjectif » et individualiste, dit « personnaliste », qui accorde la primauté ontologique au sujet et à l'expérience subjective.

##### Le physicalisme

Classification réductionniste à six niveaux de Paul Oppenheim et Hilary Putnam, où les particules physiques élémentaires apparaissent comme les ultimes constituants du monde.

Le physicalisme métaphysique recouvre l'ensemble des doctrines ontologiques qui soutiennent que toutes les entités qui existent dans le monde sont ultimement des entités physiques qui peuvent, en principe, être décrites par les sciences physiques, et dont les interactions causales sont complètement gouvernées par des lois physiques. Cette forme de physicalisme correspond à la version contemporaine et analytique du matérialisme et trouve son origine dans certaines réflexions de W. V. O. Quine, au cours des années 1950, sur la notion d'« engagement ontologique ». Elle s'oppose explicitement à tout dualisme ontologique (dualisme cartésien, dualisme des propriétés) et tente de concilier le matérialisme avec les concepts relevant de la physique contemporaine.
Le physicalisme constitue une version extrême et paradigmatique de réductionnisme car il considère que tous les niveaux de la réalité sont réductibles, en dernière instance, à son niveau le plus fondamental qui est celui de la physique. Ce réductionnisme est lui-même intimement lié à une conception ontologique et non pas simplement méthodologique ou épistémologique de l'unité de la science. Les objets apparemment divers dont s'occupent les différentes sciences empiriques relèveraient ultimement d'une ontologie unitaire et la microphysique serait le dépositaire de cette ontologie. Pour le physicaliste, l'existence est univoque (elle n'est pas affaire de degré ou de contexte) et il n'existe qu'un seul type de vérité : la vérité scientifique. Or la connaissance scientifique nous fait découvrir un monde aux propriétés uniquement physiques.
Dans un manifeste classique du réductionnisme physicaliste, Oppenheim et Putnam  proposent une classification hiérarchique à six niveaux des objets scientifiques avec : les groupes sociaux, les organismes multicellulaires, les cellules, les molécules, les atomes, et, enfin, les particules élémentaires. L'étude de chaque niveau relève normalement d'une discipline particulière, avec ses lois et ses objets propres, ce qui correspond à la conception positiviste de la hiérarchie des sciences . Le réductionnisme, à l'inverse, refuse la spécialisation des disciplines associée à cette hiérarchie et défend un programme de réductions qui, à terme, doit conduire à l'unification des sciences au sein de la physique.
Le principe de « fermeture causale » (ou « complétude causale ») du monde physique est l'un des plus importants arguments avancés en faveur du physicalisme. Il énonce qu'un état physique ne peut être causé que par un autre état physique. Le monde physique ne dépendrait ainsi que de lui-même, constituant de fait un monde « fermé ». Les processus physiques peuvent en ce sens, et doivent même être, intégralement expliqués et compris à l'aide de théories physiques. Les actions humaines, y compris celles qui nous apparaissent comme les plus créatives, ne font pas exception ; elles sont théoriquement explicables par des causes physiques comme le sont les autres phénomènes physiques, et il n'y a donc pas lieu de postuler une spécificité non physique du domaine mental. Le principe de fermeture causale s'appuie sur le succès supposé du programme réductionniste toujours en cours dans les sciences.
La thèse métaphysique du physicalisme selon laquelle il n'existe que des entités ou des propriétés physiques implique que les entités mentales, si elles existent, n'ont pas de statut ontologique particulier. Cette thèse fait aujourd'hui l'objet d'un assez large consensus au sein de la métaphysique analytique et de la philosophie de l'esprit, mais elle a aussi ses opposants parmi des philosophes de l'esprit contemporains qui font autorité comme Thomas Nagel ou David Chalmers. L'influence centrale du physicalisme dans le champ de la philosophie analytique a contribué au renouveau de la métaphysique au XXe siècle ainsi qu'au développement du matérialisme au sein de ce qui sera désigné comme l' « école australienne de philosophie ». On parlera aussi de « matérialisme australien » pour qualifier la conception physicaliste adoptée par David Armstrong à la suite de son compatriote Jack Smart dans le cadre de cette école.

##### Le panpsychisme
L'expression « panpsychisme » désigne de façon générale toute pensée qui considère l'esprit comme une propriété ou un aspect essentiel de la réalité présent partout dans le monde. Historiquement, le panpsychisme s'est appuyé sur l'idée que l'esprit, ou quelque chose de comparable (un « proto-esprit », l'« inconscient », la « vie », etc.) pouvait correspondre à la réalité interne ou à l'essence invisible de la matière elle-même. Cette idée se retrouve dans la version « forte » du panpsychisme contemporain, qui décrit la nature même de la réalité comme étant d'« ordre psychique », c'est-à-dire comme étant :
- ou bien mentale, au même titre que notre conscience ou les expériences que nous vivons
- ou bien « proto-mentale », sous une forme certes trop primitive pour que la conscience lui soit attribuée mais néanmoins comparable aux phénomènes mentaux.

Aux yeux de la majorité des chercheurs en physique, le panpsychisme constitue à plusieurs égards une théorie extravagante peu plausible. Il semble en effet trop proche d'une attitude anthropomorphique anti-scientifique et paraît incompatible avec le projet sous-tendu par la démarche du physicien qui est de pouvoir tout expliquer en termes physiques. Néanmoins, cette pensée retient aujourd'hui l'attention d'un certain nombre de philosophes analytiques, en particulier ceux qui se montrent sceptiques quant à la possibilité de réduire tous les phénomènes à ceux décrits par la physique actuelle. Pour certains philosophes de l'esprit, comme Galen Strawson, elle paraît même s'imposer lorsqu'il est question d'un phénomène central comme la « conscience » (consciousness). Thomas Nagel, de son côté, considère que le panpsychisme est une position qui s'impose logiquement à ceux qui refusent à la fois le réductionnisme psychophysique et les formes radicales d'émergentisme.
Pour ces philosophes, l'esprit, dans sa dimension subjective, ne semble pas pouvoir s'insérer dans la représentation scientifique actuelle de la nature. C'est donc le problème de l'intégration de l'esprit dans la nature qui se pose, notamment dans le cadre du physicalisme (qui conçoit la nature comme entièrement physique). Les limites principales du physicalisme sont pour eux les suivantes:  
1. La conscience, lorsqu'elle est réduite à l'activité d'un organe cérébral en interaction avec son environnement, comme elle l'est dans la conception réductionniste de l'esprit, ne permet pas de rendre compte de l'expérience que nous en avons, alors qu'elle en est constitutive.
2. L'idée que des propriétés radicalement nouvelles comme les phénomènes mentaux puissent « émerger » à partir du cerveau, comme c'est le cas pour la conception émergentiste de l'esprit, ne permet pas d'expliquer l'apparition d'un tel phénomène ni ce qu'il est.

Une nouvelle conception des rapports entre le psychique et le physique doit donc être proposée afin de rendre possible l'intégration de l'esprit dans la nature. Le panpsychisme constitue justement une position alternative qui conçoit l'esprit de façon non réductrice (contre le réductionnisme psychophysique) et le monde physique de façon non matérialiste (contre le « dualisme cartésien »), en identifiant l'esprit à la réalité ou à l'essence interne des êtres physiques. La plupart des panpsychistes distinguent pour ce faire entre :
1. les agrégats de matière, comme les tables ou les rochers
2. les unités naturelles, comme les particules élémentaires ou les champs
3. les systèmes auto-organisés constituant des individus naturels, comme les atomes, les cellules, les animaux

Bien que les particules physiques des agrégats pourraient être ou avoir un proto-esprit, les objets comme les tables et les rochers en sont évidemment privés, car ils ne s'organisent pas eux-mêmes et n'ont ni fonction, ni intention propres. Par ailleurs, l'attribution d'une forme d'esprit à une entité n'implique pas nécessairement que cette entité soit consciente au sens où nous l'entendons habituellement. Mais la question se pose néanmoins de savoir comment, à partir d'une certaine combinaison d'entités individuelles proto-conscientes, peut émerger une conscience unifiée comme la nôtre. Une façon de surmonter ce problème, appelé « problème de la combinaison » (Combination Problem en anglais) est aujourd'hui envisagée par les partisans du « cosmopsychisme » (Philip Goff, Yujin Nagasawa, Itay Shani). Cette variante holiste du panpsychisme affirme l'existence d'une seule conscience fondamentale : le cosmos. Suivant cette conjecture, la conscience des individus dérive ou constitue un aspect ou un sous-produit de l'univers tout entier (« cosmos »), qui est la seule entité consciente existant par elle-même. Le cosmos subsumerait dès lors toutes les expériences psychiques selon un modèle d'univers hiérarchique où l'existence de chaque élément repose sur celle du système auquel il participe.

##### Le structuralisme ontologique

Représentation schématique de la structure en trois quarks d'un neutron. Les lettres et les couleurs ne décrivent pas les propriétés intrinsèques des quarks mais leurs relations de causalité, comme l'interaction forte.

En philosophie des sciences, et plus particulièrement en philosophie de la physique, le structuralisme (ou « réalisme structural ») a d'abord été conçu comme un point de vue épistémologique reposant sur la thèse de la limitation cognitive : nous n’avons, d'après cette thèse, aucun accès cognitif aux propriétés physiques si elles sont intrinsèques aux objets. La forme épistémologique du structuralisme, nommée « réalisme structural épistémique », s'appuie sur cette thèse pour affirmer que tout ce que nous pouvons connaître du monde, ce sont les relations entre les objets, mais non leur nature intrinsèque. Or, ce que semble révéler la science des fondements de la matière, à savoir la physique quantique, c’est le fait que les objets physiques n’ont pas de nature intrinsèque qui sert de base pour les relations d’intrication. Pour cette raison, certains philosophes des sciences tels que Steven French et James Ladyman ont converti le structuralisme épistémologique en une métaphysique, soutenant que tout ce qui existe au niveau quantique, ce sont les relations d’intrication. On peut, dans cette perspective, caractériser une structure physique comme un filet de relations physiques concrètes entre des objets qui n’ont rien de plus que ce qui est relié par ces relations. Les relations qui les relient sont dès lors comprises comme la manière dont les objets existent.
La physique quantique suggère un holisme, autrement dit une certaine unité des choses, au sens où les objets dans la nature sont fondamentalement liés les uns aux autres par des relations d’intrication, au lieu de posséder individuellement des propriétés intrinsèques. Ainsi, en plus de l’être par les relations spatiotemporelles, le monde est uni par les relations d’intrication quantique. Pour French et Ladyman, ces deux types de relations sont incompatibles avec la notion même d’objet ; selon eux, il n’existe donc au fond aucun objet. Tout ce qui existe, ce sont des relations. Ils soutiennent ainsi un structuralisme radical : les objets, lorsqu'on y fait référence, sont ontologiquement secondaires, étant constitués par des nœuds de relations. Cette position se distingue de positions plus modérées qui admettent que l'existence des objets ne s'achève pas dans leurs relations, dans la mesure où celles-ci requièrent des relata qu'elles relient. Michael Esfeld, qui défend ce point de vue, soutient en ce sens qu’il existe une diversité numérique d’objets physiques fondamentaux constituant les relata des relations, mais qu’il n’existe pas de propriétés par lesquelles ces objets se distinguent les uns des autres.
Le structuralisme ontologique peut prendre des formes différentes selon l'idée que l'on se fait de la nature des relations. Une conception causale de ce que sont les relations est notamment adoptée en métaphysique par ce qu'il est convenu d'appeler aujourd'hui le « dispositionnalisme ». Ainsi que son nom l'indique, le dispositionnalisme considère les caractéristiques fondamentales de la physique telles que la masse ou la charge électrique comme étant des dispositions, c'est-à-dire des propriétés dont l'être ou l'essence se résume à la production de certains effets, telle l'accélération de particules. On parle alors aussi de propriétés causales, propriétés qui sont purement relationnelles. Les dispositions y sont envisagées comme des relations qui décrivent la nature même des entités qu'elles caractérisent – nature relationnelle – et il n'existerait donc pas de propriétés intrinsèques des objets en plus de ces propriétés relationnelles. Contrairement au structuralisme épistémologique, le dispositionnalisme relève d'une attitude optimiste quant au pouvoir de connaissance des sciences, et de la physique en particulier : nous aurions, en effet, un accès cognitif aux propriétés relationnelles caractérisant le monde, de sorte que nous pourrions connaître le monde tel qu'il est, par le biais des manifestations et des lois de la physique.

### L'esprit

#### 1. Notions

##### La conscience phénoménale et lesqualia
La conscience dite « phénoménale » désigne l'ensemble des expériences caractérisant le « vécu » ou le « ressenti » d'un sujet. Elle est constituée par toutes nos expériences subjectives et qualitatives, appelées également  qualia (singulier : quale).
La conscience phénoménale peut être définie plus techniquement comme cet état subjectif qui est présent lorsque nous sommes nous-mêmes les sujets de l'état en question et qui fait défaut lorsque ce n'est pas le cas. On parle alors de point de vue « en première personne » – point de vue qu'adopte celui qui dit « je vois » ou « je sens » lorsqu'il décrit ses expériences ou sensations – pour caractériser le mode d'accès privilégié que nous avons avec nos propres états mentaux, du fait que ce soit nous qui les ayons. Par ailleurs, en plus de recouvrir l'idée d'apparition ou de manifestation subjective, la notion de conscience phénoménale inclut la dimension qualitative de l'expérience, c'est-à-dire, l'ensemble de ce qu'il est désormais convenu d'appeler les qualia. Contrairement à la conscience entendue comme « cognition », la conscience phénoménale implique en effet une expérience proprement qualitative, comme celle des couleurs d'un arc-en-ciel par exemple. Cet aspect de l'expérience échapperait complètement à la possibilité d'une observation publique et donc d'une description objective.
Depuis les articles pionniers de Thomas Nagel en 1974 et de Franck Jackson en 1982, la question s'est posée de savoir s'il y a une différence significative entre le fait d'éprouver ou de ressentir soi-même un état mental, d'en faire l'expérience « en première personne » (du point de vue du "je"), et le fait de se représenter ou de décrire cet état mental « à la troisième personne », du point de vue d'un observateur extérieur. On résume habituellement cette différence en disant que l'expérience vécue « en première personne » présente un caractère subjectif qui n'est pas réductible – au moins dans sa description – aux états ou processus physiques correspondants (ni à leurs fonctions). Ainsi entendu, le double aspect des états conscients implique au moins une forme faible de dualisme, à savoir : 
1. un dualisme épistémologique (forme faible) dans le cas où seul le mode de connaissance diffère, lorsqu'on oppose, par exemple, à l'observation des processus physiques associés à la conscience l'introspection sur laquelle s'appuie nos comptes-rendus subjectifs
2. un dualisme ontologique ou métaphysique (forme forte) dans le cas où la nature même des phénomènes en question diffère, comme lorsqu'on justifie l'irréductibilité des concepts phénoménaux à des concepts physiques par le fait que la conscience phénoménale n'est pas un processus physique

Le plus souvent, les notions de qualia et de conscience phénoménale comprennent le caractère subjectif de l'expérience et son caractère qualitatif ensemble ; mais d'après Uriah Kriegel, les philosophes de l'esprit qui parlent de conscience phénoménale mettent l'accent tantôt sur le premier aspect, tantôt sur le second. Or, selon Kriegel, ces deux aspects de la conscience phénoménale doivent être distingués de façon plus rigoureuse qu'elle ne l'est aujourd'hui. En effet, la conscience phénoménale a un caractère qualitatif en vertu du fait qu'elle représente des caractères environnementaux, tandis qu'elle tient son caractère subjectif  du fait qu'elle se représente elle-même. Il existe également d'autres interprétations de cette double caractéristique de la conscience phénoménale.

##### L'identité personnelle

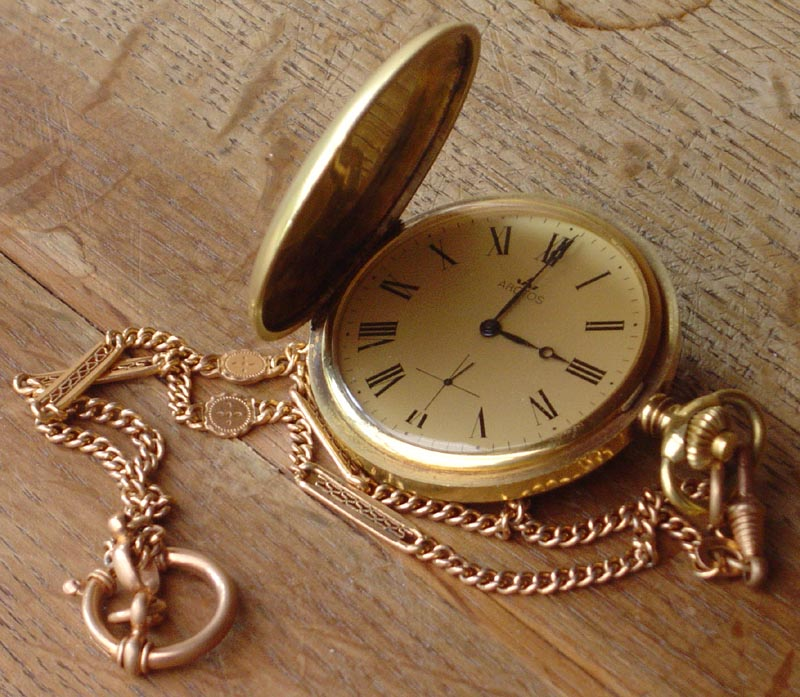
Une personne peut-elle être réellement la même à travers le temps ? Persiste-t-elle comme un même et unique individu ?

La question de l'identité personnelle est aujourd'hui l'une des plus vives et des plus ouvertes de la philosophie de l'esprit, débordant largement sur la métaphysique. C’est John Locke qui, dans son Essai sur l'entendement humain de 1689, est le premier philosophe à aborder le problème de l’identité personnelle en des termes qui continuent d'être discutés aujourd’hui. Sa thèse est fondée sur la réflexivité de la conscience étendue aux actions passées, autrement dit, sur la mémoire personnelle. Pour lui, une personne demeure une et la même si elle se reconnaît comme identique à travers le temps. On aura donc affaire à une même personne aussi loin que la conscience de soi s'étendra dans le passé, grâce à la mémoire. Cette thèse va rencontrer rapidement des objections dont les deux principales sont le problème de la circularité (la mémoire personnelle ne peut constituer l'identité puisqu'elle la présuppose) et celui de la discontinuité mémorielle (certains souvenirs se modifiant ou disparaissant avec l'âge).
De telles objections mettent en évidence le divorce entre ce que Derek Parfit appelle les « théories simples » (Simple View) et les « théories complexes » (Complex View) de l'identité personnelle. D'après les théories simples, associées aux premières critiques de Locke, l'identité d'une personne est parfaitement déterminée, contrairement à celle des corps ou des artéfacts. Elle n'admet ni parties ni degrés, une personne demeurant exactement la même à chaque instant de son existence. Elle est également absolue, ne dépendant d'aucun critère tel que la mémorisation ou la conscience de soi. En outre, elle nous est connue avec évidence et certitude, contrairement à l'identité des objets, ou encore à l'identité des autres personnes, qui est inférée à partir de notre expérience et qui est toujours sujette à caution. À l'inverse de cette position, des philosophes comme Paul Grice, Derek Parfit et David Lewis défendent chacun une forme de « théorie complexe » de l'identité personnelle, dans le sillage de Locke.
En lien direct avec les théories simples et complexes, Parfit distingue également les conceptions réductionnistes et les conceptions non réductionnistes de l'identité personnelle de la façon suivante :
1. Les théories simples sont non réductionnistes : le fait d'être une personne est un fait primitif qui n'est ni analysable, ni réductible à d'autres faits
2. Les théories complexes sont au contraire réductionnistes : le fait d'être une personne peut être analysé et réduit à certains faits[93]

Alors que les théories simples diffèrent entre elles quant à la conception qu'elle se font de la nature des personnes (âme, sujet transcendantal, principe formel), les théories complexes diffèrent entre elles quant à la nature des faits en quoi consiste l'identité personnelle (unité du système nerveux central, continuité psychologique , etc.), ainsi que sur le principe de la réduction en jeu. L'une des oppositions principales entre les thèses anti-réductionnistes et les thèses réductionnistes réside dans la façon de considérer la question « X à l'instant t1 est-il la même personne que Y à l'instant t2 ? ». Pour l'anti-réductionniste, il est exclu que l'identité personnelle puisse être vague ou affaire de degrés, la réponse qu'il convient d'apporter est toujours univoque ou parfaitement tranchée. Pour Parfit au contraire, la réponse à cette question peut s'avérer indéterminée, voire parfaitement vide.

##### La survenance de l'esprit
En métaphysique analytique, la survenance est une relation de covariation et de dépendance entre une base (états ou propriétés) dite « subvenante », et ce qui survient sur cette base. Depuis un article fameux de Donald Davidson, « Les événements mentaux », c'est principalement dans le domaine de la métaphysique et de la philosophie de l'esprit que la notion de survenance a été développée au point d'y devenir un des grands concepts explicatifs. Pour Davidson, lorsqu'il y a survenance, il ne peut pas y avoir une différence d'une certaine sorte à un certain niveau de description sans une différence d'une autre sorte à un autre niveau de description. Il y a donc une relation de covariation entre ces deux niveaux. De ce fait, lorsqu'une propriété mentale survient sur une propriété physique, tout changement de cette propriété équivaut à un changement au niveau physique. Cette notion a été introduite par Davidson sur le terrain de la philosophie de l'esprit afin de rendre compatibles les idées apparemment contradictoires de dépendance systématique et d'irréductibilité de l'esprit par rapport au corps.
En tant qu'états ou propriétés du second degré, les propriétés survenantes semblent pouvoir se réaliser de façon multiple dans des propriétés du premier degré, authentiquement physiques. Ainsi, un même état psychologique, tel que la douleur, peut survenir sur des états neuraux différents selon l'espèce animale concernée. On parlera toutefois, dans ce cas, de version « faible » et « locale » de la relation de survenance, par opposition à une version « forte » et « globale » qui considère que toute différenciation entre les propriétés subvenantes (notamment physiques) implique nécessairement (dans tous les « mondes possibles ») une différenciation au niveau des propriétés survenantes. On peut de la sorte tenter de comprendre en termes de survenance la relation que des propriétés psychologiques entretiennent avec des propriétés physiques. Ces deux types de propriétés sont dans une certaine relation de dépendance qui ressemble à une relation d'identité d'une part (thèse réductionniste), à une relation de causalité d'autre part (thèse dualiste). Avec la notion de survenance, on rend compte alors de ces deux aspects apparemment contradictoires de la relation corps-esprit.

##### Le libre arbitre

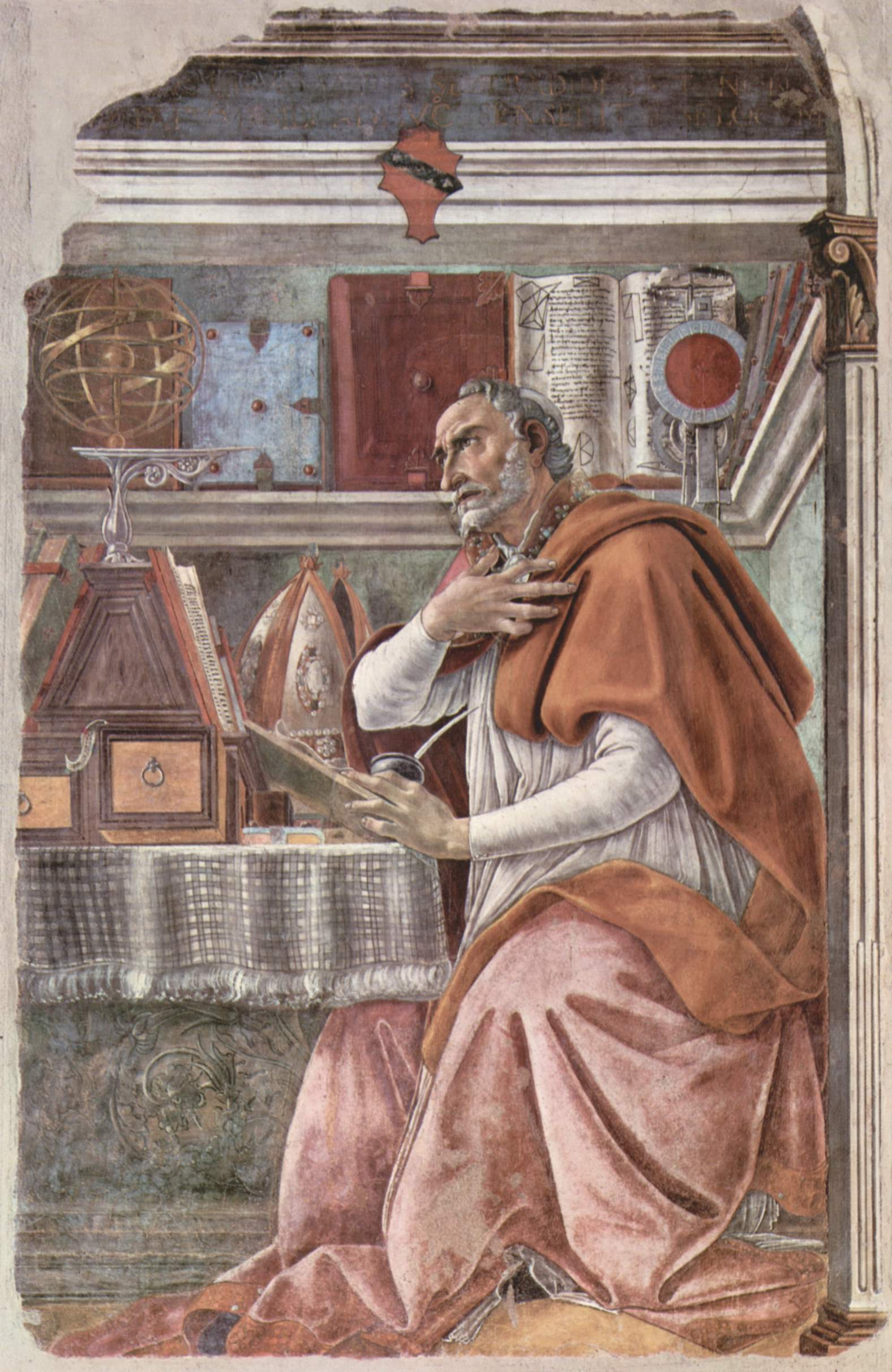
Saint Augustin fut l'un des premiers penseurs à former le concept de libre arbitre, au début du Ve siècle.

Dans le contexte analytique, le problème métaphysique du libre arbitre, ou de la libre volonté (free will en anglais) peut être résumé ainsi : s'il existe en l'homme une volonté conçue en lien avec la réalisation de certaines choses (« action volontaire »), la question se pose de savoir si l'homme est libre de ne pas vouloir l'une ou l'autre de ces choses qu'il veut effectivement faire. Une autre façon, positive cette fois, de résumer le problème est de se demander si l'homme est libre de vouloir cela même qu'il veut. Il ne s'agit pas là de chercher à savoir si nous sommes libres d'accomplir ce que nous voulons ou avons l'intention de faire, mais si nous sommes libres de vouloir ou d'avoir l'intention de faire ces choses que nous voulons effectivement faire.
On oppose généralement l'affirmation du libre arbitre au déterminisme, qui affirme que des causes extérieures aux actions humaines soumettent la volonté (ou ce qui passe pour tel) aux mêmes mécanismes que ceux qui régissent la nature. Les philosophes qui reconnaissent cette opposition tout en soutenant l'existence du libre arbitre sont appelés « libertariens » (de l'anglais : libertarians), au sens métaphysique, tandis que ceux, minoritaires, qui ne reconnaissent pas cette opposition, car ils estiment que l'affirmation du libre arbitre est compatible avec le déterminisme, sont qualifiés de « compatibilistes » (de l'anglais : compatibilist). Roderick Chisholm propose quant à lui une alternative à ces deux positions. Pour ce philosophe, la notion de libre arbitre comme indétermination est problématique, car elle n'est pas conciliable avec l'idée de responsabilité. En effet, s'il est vrai que les êtres humains sont des agents responsables, alors il nous faut renoncer aux deux conceptions antagonistes suivantes :
1. la conception déterministe de l'action humaine, c'est-à-dire la thèse d'après laquelle chaque acte que nous réalisons est causé par un événement qui ne relève pas de cet acte (par exemple, par un processus se réalisant dans le cerveau)
2. la conception indéterministe de l'action libre, c'est-à-dire la thèse d'après laquelle l'action libre n'est en aucune façon causée, et relève en ce sens de l'arbitraire

Ces deux points de vue interdisent, bien que de façon différente, d'imputer une action à un agent. Selon Chisholm, l'unique possibilité qui subsiste alors pour sauver la responsabilité consiste à établir qu'au moins un des événements impliqués dans l'action est causé, non par quelque autre événement, mais par quelque chose d'autre à la place. Et ce quelque chose d'autre ne peut être que l'agent. Or, lorsqu'un agent défini comme différent d'un événement cause un événement ou un état de choses, la causalité mise en œuvre ne peut pas être transitive — elle est donc immanente. Il n'y aurait ainsi dans l'action authentiquement libre ni indétermination, ni causalité transitive, mais une causalité immanente qui justifie le postulat de la responsabilité.

#### 2. Théories

##### Le dualisme cartésien
Le dualisme cartésien désigne à l'origine la conception métaphysique de Descartes concernant le rapport entre le corps et l'esprit. Cette conception s'est révélée décisive en philosophie de l'esprit dans la mesure où elle a placé au centre de la réflexion philosophique la question des relations entre les états mentaux et les états physiques. Bien qu'elle ait souvent servi de repoussoir aux philosophes qui ont relayé Descartes sur cette question, elle a aussi donné de manière durable sa configuration générale au problème, notamment en philosophie de l'esprit.
Si la métaphysique cartésienne est qualifiée de dualiste, c'est parce qu'elle établit l'existence de deux types de substance : l'esprit ou l'âme (res cogitans) et le corps (res extensa), chacune de ces deux substances interagissant avec l'autre. Cette forme de dualisme pose le problème de l'interaction entre des substances qui n'ont rien de commun entre elles. Bien que la réponse apportée par Descartes lui-même ait paru peu satisfaisante, ses arguments pour justifier cette position ont été précurseurs de ceux avancés au XXe siècle dans la philosophie de l'esprit en faveur du dualisme, ou contre le matérialisme. Parmi eux, les plus notables sont les arguments dits « modaux », qui font appel à la possibilité de concevoir les aspects subjectifs de la conscience séparément du corps. Aujourd'hui, on parle d'« interactionnisme causal » pour qualifier le dualisme cartésien, par contraste avec le parallélisme, l'occasionnalisme et avec l'épiphénoménisme, théories d'après lesquelles l'esprit et le corps ne peuvent être reliés causalement l'un à l'autre.
Selon le philosophe Daniel Dennett, la conception cartésienne d'un sujet désincarné continue encore d'influencer notre représentation de la conscience et de nous-mêmes, bien que le dualisme des substances en tant que doctrine métaphysique ait été largement abandonné. Le principal descendant actuel de cette conception cartésienne de la vie mentale est ce qu'il appelle le modèle du « théâtre cartésien » de l'esprit. Cette conception de la vie mentale tendrait à caractériser l'expérience consciente comme un point de vue unifié fonctionnant à la manière d'une sorte de spectateur désincarné. Or, d'après Dennett, il n'existe pas dans le cerveau de scène ou de point ultime pouvant être identifié comme étant le lieu de la conscience, à l'image de la glande pinéale de Descartes d'où partaient et où arrivaient les « esprits animaux » (processus cérébraux en interaction avec l'esprit). Dennett appelle « matérialisme cartésien » la croyance en l'existence d'un tel lieu dans le cerveau. Pour lui, le dualisme cartésien est encore prégnant sous cette forme dans les conceptions contemporaines de l'esprit telles que le computationnalisme et les théories non-réductionnistes de l'esprit (par exemple, celles de John Searle, Saul Kripke ou encore David Chalmers).

##### Le monisme neutre
Le monisme neutre est une conception philosophique initialement défendue par Ernst Mach, William James et, en philosophie analytique, par Bertrand Russell. Elle soutient que l'opposition traditionnelle entre esprit et matière est réductible à une simple différence d'organisation d'éléments considérés comme « neutres » au sens où ils ne sont ni mentaux ni physiques. Pour les monistes neutres, esprit et matière sont les mêmes phénomènes impliqués dans deux types distincts de configurations : des configurations particulières de phénomènes sous-tendent le mental, tandis que d'autres configurations spécifiques de phénomènes sous-tendent la matière. Il n'existe donc ni corps ni esprit au sens où l'entendent les philosophes métaphysiciens, pas plus qu'il n'existe de monde physique ou de monde mental. Ce qu'il y a en réalité, c'est une mise en ordre physique de choses ou d'événements et une mise en ordre mentale des mêmes choses ou événements. Seul le contexte dans lequel on les conçoit, qui peut être psychologique ou physique, diffère. Qualifier une chose de « physique » ou de « mentale » dépendra par conséquent de l'ordre à l'intérieur duquel nous les concevons, lorsque, par exemple, nous avons recours à une théorie physique ou psychologique.
Les implications du monisme neutre sont avant tout épistémologiques, puisque les éléments dits « neutres » le sont précisément parce qu'ils peuvent alternativement avoir une interprétation ou une explication physiques et mentales. Le philosophe des sciences Karl Popper le qualifie pour cette raison de « parallélisme épistémologique », le distinguant par là du « parallélisme métaphysique » de Spinoza ou de Leibniz. Bien que le monisme neutre en tant que tel n'ait pas d'implication métaphysique, la plupart de ses partisans historiques ont généralement considéré que les éléments en question appartenaient au registre des impressions, des idées ou des sensations. Néanmoins, certaines versions contemporaines du monisme neutre adoptent une ontologie physicaliste (« il n'existe que des entités ou processus physiques ») tout en acceptant l'idée que la distinction entre le physique et le mental dépend du système d'interprétation adopté. Ainsi, selon le « monsime anomal » de Donald Davidson, les « événements physiques » et les « événements mentaux » ne se distinguent pas en eux-mêmes mais par le système d'interprétation et d'explication par lesquels on les comprend, l'un faisant intervenir des causes ou des lois, l'autre des « raisons » ou des inférences.

##### Le matérialisme et le fonctionnalisme

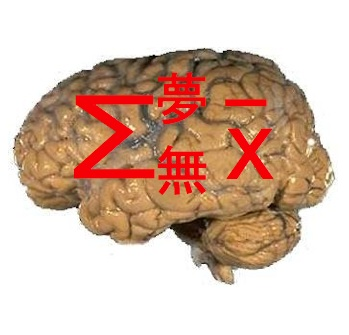
Pour le computationnalisme, le cerveau humain et l'esprit sont dans le même rapport que l'ordinateur et le logiciel qu'il exécute.

Le matérialisme a connu aux États-Unis et dans les pays anglophones un développement remarquable depuis les années 1950. À la suite de l'échec du programme béhavioriste d'explication de la notion d'esprit, le problème du corps et de l'esprit s'est posé en des termes nouveaux dans le cadre d'une tentative de « naturalisation » de ce dernier, inspirée du modèle des sciences de la nature. La théorie de l'identité esprit-cerveau, ou « matérialisme de l'état central », s'est constituée alors comme une première alternative au béhaviorisme. Cette théorie a été défendue au départ par des philosophes de l'« école australienne » de philosophie – Ullin Place, Herbert Feigl, John Smart et David Armstrong notamment. Smart, en particulier, a rédigé un article intitulé « Sensations and Brain Processes » (« Sensations et processus cérébraux »), publié en 1959, qui constitue une des formulations les plus claires du matérialisme contemporain. Pour ces philosophes, l'esprit, c'est le cerveau (d'où le qualificatif de matérialisme de l'« état central » pour le distinguer des théories associant l'esprit à l'ensemble du système nerveux). Plus précisément, les états psychologiques sont des états neuraux.
Ce matérialisme s'inspire du modèle de réduction scientifique conduisant à de nombreuses assertions d'identité. Selon ce modèle, l'eau est identifiée à ses propriétés moléculaires (eau = H2O), les gènes à des séquences de l'ADN (gène = ADN), etc. À l'instar de ces identités scientifiques, la réduction des états mentaux à des états cérébraux n'établit pas une équivalence logique entre eux (comme entre le mot « gène » et sa définition classique de « facteur biologique de l'hérédité ») : elle postule plutôt une identité ontologique ou métaphysique qui explique le lien étroit observé entre eux. Cette théorie de l'identité fait donc le pari qu'il peut y avoir une traduction réussie du discours psychologique ordinaire dans celui de la physique ou de la biologie. Il doit être possible de traduire des termes comme « désir », « croyance », « douleur » dans le vocabulaire de la science qui, lui, ne fait référence qu'à des entités physiques. Le problème du corps et de l'esprit trouverait ainsi une solution dans cette traduction ou réduction inter-théorique qui, sur fond de métaphysique matérialiste, permettrait d' « expliquer » les états psychologiques par des états physiques.
Face à la difficulté qu'il y a finalement à opérer de telles identifications ou réductions, dans la pratique scientifique comme à un niveau plus conceptuel (les états mentaux ne « collent » pas avec les états cérébraux), Hilary Putnam et Jerry Fodor ont proposé une nouvelle conception de l'esprit nommée « computationnalisme » (ou « fonctionnalisme informatique »). Cette théorie s'inspire du modèle informatique : l'esprit peut être envisagé par analogie avec le logiciel ou programme d'un ordinateur. Autrement dit, l'esprit serait au cerveau ce que le software (logiciel) est au hardware (matériel informatique). Le fonctionnalisme est un matérialisme : selon lui, une pensée humaine n'est au fond rien d'autre que l'activation électro-chimique d'un réseau de neurones. Mais, de même que l'on peut concevoir un programme informatique sans mentionner la circuiterie électronique qui l'exécute, on peut décrire la psychologie humaine sans mentionner ce qui se passe dans le cerveau, en ayant recours seulement au vocabulaire et aux concepts courants de la psychologie. Celle-ci peut néanmoins être traduite et développée dans un langage formel : le « langage de la pensée ». La différence entre l'esprit et le cerveau correspondrait ainsi à une différence dans la façon de décrire un même phénomène physique, et non à une différence entre deux types de choses.

##### L'esprit comme phénomène émergent
C'est au début des années 1920 en Grande-Bretagne, avec les philosophes Samuel Alexander et Charlie Dunbar Broad, ainsi qu'avec le biologiste Conwy Lloyd Morgan, que la notion d'émergence apparaît pour la première fois comme un concept philosophique central au cœur d'une véritable métaphysique. Ces trois penseurs britanniques défendaient alors le principe d'une pluralité de niveaux de réalité et considéraient l'émergence de chaque niveau supplémentaire du point de vue évolutif, c'est-à-dire d'un point de vue diachronique (ou temporel). Après une période d'éclipse liée au succès du réductionnisme, le concept d'émergence est réinvesti à partir des années 1970 en philosophie de l'esprit et en métaphysique analytique afin d'analyser le rapport entre le corps (en particulier le cerveau) et l'esprit (ou la conscience). L'émergence n'y est plus envisagée seulement d'un point de vue évolutif et diachronique, mais d'un point de vue synchronique, aux différentes échelles spatiales. Karl Popper , puis John Searle à partir des années 1980, donnèrent l'impulsion à ce mouvement.
Actuellement, les partisans de la thèse de l'émergence estiment que l'esprit est une propriété holistique de l'ensemble des activités électrochimiques du cerveau, non réductible aux propriétés des cellules nerveuses ou des autres constituants du cerveau. Cette thèse s'appuie sur le modèle stratifié de la réalité, qui distingue différents niveaux d'existence dans le monde à l'intérieur desquels chaque entité ou propriété occupe sa place. Un tel modèle n'implique pas nécessairement que l'émergence de l'esprit constitue la plus haute forme d'émergence : dans la théorie popperienne des trois mondes, par exemple, les états mentaux émergeant à partir du monde 1 (le monde physique) appartiennent au monde 2 (le monde psychologique), contribuant à leur tour à l'émergence du monde 3 (les productions objectives de l'esprit). La plupart de ceux qui conçoivent l'esprit comme un phénomène émergent considèrent cependant l'ordonnancement des niveaux de la réalité de façon plus classique et intuitive, en partant des entités physiques les plus élémentaires pour arriver à l'émergence de la conscience et des sociétés humaines.
Les conceptions récentes de l'émergence l'associent le plus souvent aux notions plus techniques de survenance et de causalité descendante,. La survenance est définie comme une relation de dépendance et de covariation entre deux types de phénomènes, entre les phénomènes mentaux et les processus neurophysiologiques, par exemple. Les propriétés émergentes surviendraient ainsi sur leur base de survenance dont elles dépendent et en fonction de laquelle elles se modifient. La causalité descendante est, quant à elle, conçue comme une relation de production où la cause est située à un niveau de composition supérieur à celui de son effet. La cause descendante constitue en ce sens un tout dont les parties sont l'effet (à un temps ultérieur). L'esprit, situé à un niveau supérieur du modèle stratifié de la réalité, agirait alors causalement, et de manière « descendante », sur les cellules du cerveau au sein duquel il s'incarne. La causalité descendante permet de comprendre comment des phénomènes émergents comme les processus mentaux pourraient posséder des pouvoirs causaux en propre, non contenus dans leurs parties, faisant ainsi « une réelle différence » dans le cours des événements,.

### Le temps et l'espace-temps

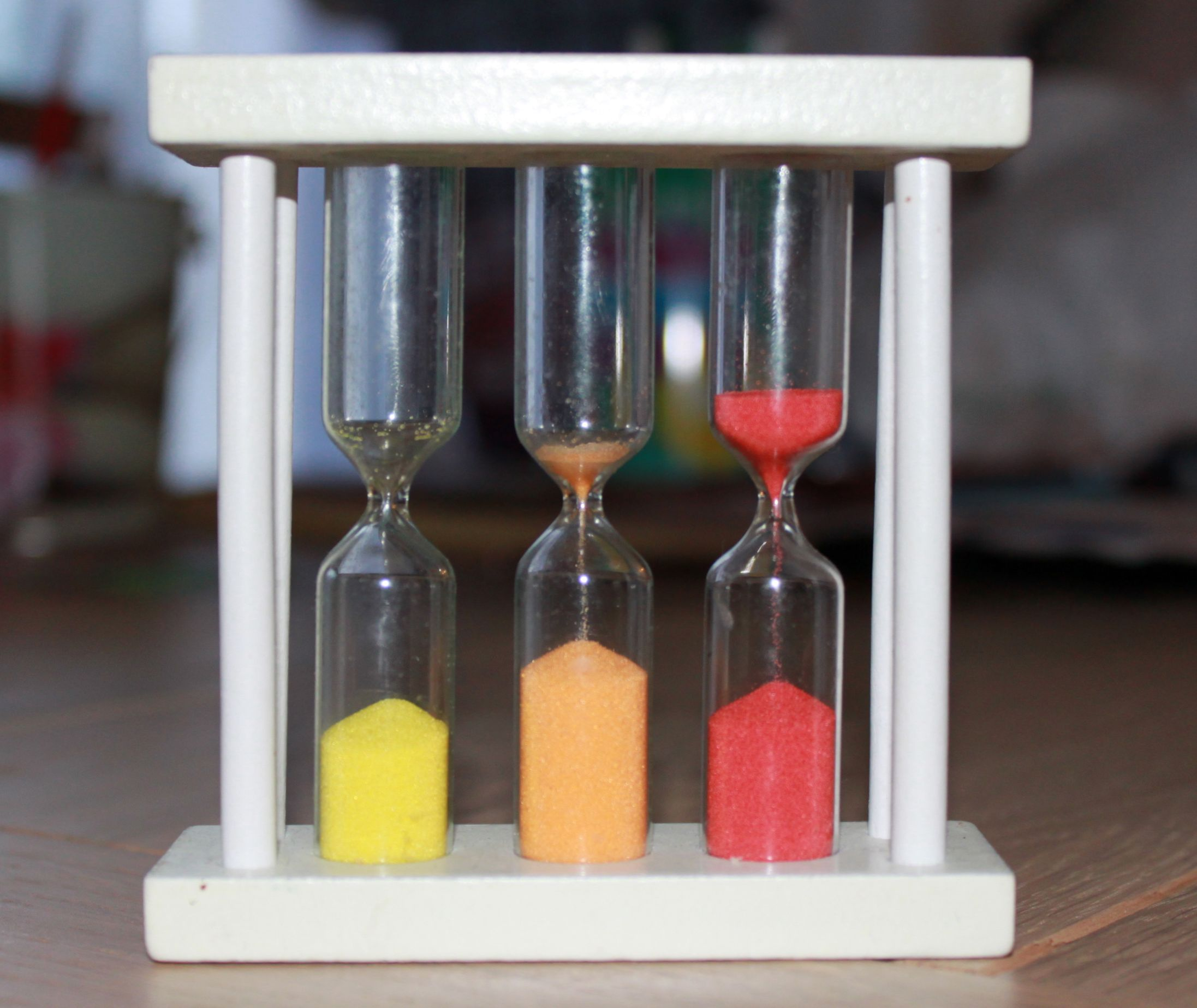
L'idée que le temps s'écoule, bien que ressentie comme évidente, peut se révéler très paradoxale.

#### 1. Problématique
La problématique du temps telle qu'elle s'exprime dans le contexte de la métaphysique analytique doit beaucoup aux réflexions du philosophe « pré-analytique » John Ellis McTaggart. Celui-ci introduit au début du XXe siècle les termes de « série A » et de « série B » à propos des différentes façons de concevoir le temps . Selon la série A du temps – compatible avec certaines formes de présentisme – un événement donné possède la propriété d'être présent, passé ou futur de manière absolue. Selon la série B – associée aujourd'hui à l'éternalisme – passé, présent et futur sont des notions relatives : un événement est passé ou futur par rapport à un autre qui lui est antérieur ou postérieur. Ces deux types de description du temps rendent compte de la même séquence d'événements dans l'univers, mais l'une conduit à concevoir la dimension du présent comme une propriété fondamentale de cette séquence tandis que l'autre en fait totalement abstraction.
Bien qu'il estime que la série A décrit un aspect essentiel de la notion de temps, celui du changement, McTaggart la considère comme contradictoire (ce qui le conduira à rejeter l'idée même de temps). La série A implique en effet que chaque événement ou date puisse être décrit comme présent, passé ou futur, alors même que ces descriptions sont incompatibles entre elles (un événement ne peut être à la fois passé et futur par exemple). Pour éviter la contradiction, on peut postuler une dimension de temps supplémentaire suivant laquelle un même événement n'est pas tout à la fois présent, passé et futur mais peut successivement, en des temps différents, être futur, présent puis passé (futur dans le futur, présent dans le présent, etc.). Mais le temps additionnel ainsi invoqué, le futur par exemple pour un événement à venir, est lui-même sujet au changement et doit pouvoir être décrit sans contradiction comme présent ou passé à une date ultérieure. Il faut donc à nouveau introduire une dimension de temps supplémentaire dans notre conception du temps, et ainsi de suite à l'infini.
Une façon d'éviter cette régression à l'infini de la justification est d'accorder le même sens à « sera » ou « a été » qu'à « est », en considérant que l'événement passé ou futur a la même réalité que l'événement présent. En effet, il semble que si un événement est réel, il le soit au même titre dans le passé et le futur que dans le présent. Rien ne différencierait donc objectivement le présent du passé ou du futur, ce qui correspond à la conception éternaliste du temps. Mais pour McTaggart, cette conception ne rend pas compte de la notion véritable de temps, qui inclut le changement, et c'est donc le concept même de temps qui est erroné. À la suite de McTaggart, des philosophes poursuivront ses réflexions et un débat métaphysique s'engagera entre les « partisans » de la série A, qui défendront une interprétation présentiste ou dynamique du temps, et ceux de la série B, qui soutiendront au contraire une conception éternaliste.

#### 2. Théories du temps

##### Le présentisme
En métaphysique du temps, le présentisme est une position reposant sur l'idée qu'il n'existe que ce qui est présent : le passé n'existant plus et le futur n'existant pas encore, aucun d'eux n'a d'existence. Selon la conception présentiste du temps, le monde se déploie uniquement dans un espace à trois dimensions au sein duquel il évolue en continu. Dans cet espace, les faits à venir n'existent pas mais ils se produisent au fur et à mesure que le temps s'écoule, constituant ainsi de nouvelles versions du monde. Ces versions s'empilent pour construire l'espace-temps, qui n'existe pas non plus en tant que tel. Les versions passées du monde n'existent pas davantage. Seul le monde tel qu'il se trouve à l'instant présent existe vraiment. Le passé et le futur n'ont d'existence, tout au plus, que conceptuelle, en tant que représentation de ce qui a été ou sera.
Le présentiste tend à identifier le passé et le futur à des caractéristiques psychologiques telles que les souvenirs ou les prédictions, ou bien à des formes de non-être. Il ne conçoit l'existence que dans l'instant présent, dans l'instantanéité de ce qui sépare ce que nous considérons être le passé et le futur. Il envisage les choses comme des « substances » ou des objets qui existent en entier à tous les instants présents du temps, et qui possèdent uniquement des parties spatiales. Il exclut donc de les concevoir comme des processus spatiotemporels. L'image traditionnelle donnée à cette conception du temps date d'Héraclite et consiste en une analogie avec le cours d'un fleuve où l'eau est incessamment renouvelée pour le spectateur ou le baigneur immobile.
Le présentisme est compatible avec l'approche galiléenne de la relativité, selon laquelle le temps est indépendant de l'espace, mais il semble incompatible avec la théorie de la relativité restreinte. Il est néanmoins aujourd'hui défendu par des auteurs comme Arthur Prior  et Ned Markosian .

##### L'éternalisme
L'éternalisme est une théorie métaphysique selon laquelle les événements présents, passés et futurs qui semblent se succéder lors du passage du temps coexistent en réalité ensemble sur une même ligne du temps, à l'instar des segments sur une droite. Les événements y sont considérés comme « éternels » au sens où ils n'apparaissent ni ne disparaissent dans ce qui serait le « cours du temps ». Bien que radicalement contre-intuitive, cette position est répandue parmi les théoriciens du temps et elle constitue une alternative crédible au présentisme, ainsi qu'au sens commun.
Pour les défenseurs de l'éternalisme, tels que Bertrand Russell, Willard Quine, Jack Smart ou encore David Lewis, il n'existe pas de différence objective entre le présent, le passé et le futur. La classification des événements selon ces trois modalités du temps est une classification subjective, comparable à celle que l'on établit entre les événements que l'on dit se passer « ici » et ceux qui, pour nous, se déroulent « là-bas ». De la même façon que nous nous sentons plus concernés par les événements qui sont proches de nous dans l'espace (qui ont lieu « ici ») plutôt que par les événements lointains, nous nous sentons plus concernés par les événements qui nous affectent présentement que par ceux qui se situent il y a longtemps ou dans un avenir lointain. Ces distinctions sont subjectives au même titre : elles dépendent de notre propre point de vue sur les événements et non de caractéristiques appartenant aux événements eux-mêmes.

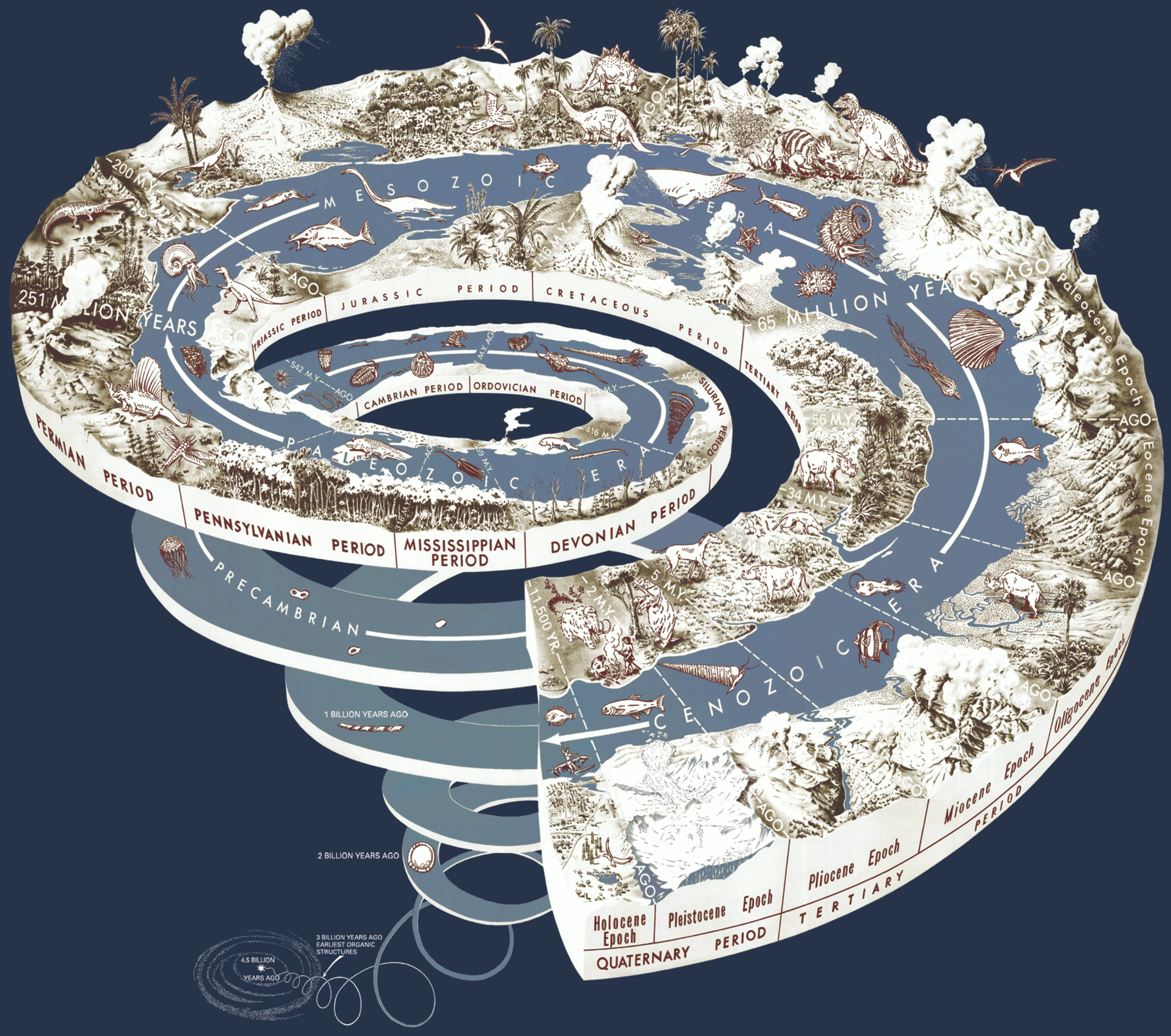
Représentation en spirale de l'évolution sur Terre à l'échelle des temps géologiques. Le futur n'y est pas représenté.

Contre la conception du temps comme flux ininterrompu des événements futurs vers le passé (via le présent), l'éternalisme propose une conception du temps où les événements coexistent comme des points ou des segments sur une ligne. Cette ligne du temps peut théoriquement être parcourue dans les deux sens, mais la conscience limitée que nous en avons rend la séquence des événements asymétrique. Les événements présents sont ceux que nous vivons, les événements passés sont ceux dont nous nous souvenons et les événements à venir sont ceux que nous prévoyons ou attendons, mais aucun d'entre eux n'a la priorité sur les autres.
Suivant la conception éternaliste, le temps est uniforme et il doit être envisagé dans toute son extension, en lien étroit avec ce que certains physiciens nomment l'« univers-bloc ». La notion d'univers-bloc interdit d'accorder une quelconque réalité objective à ce que nous entendons généralement par « le cours du temps ». Que le temps en question soit celui universel de la physique newtonienne ou le temps propre de la physique relativiste, aucune dynamique de ce genre n'existe objectivement. Tous les événements ont de ce fait le même statut temporel. Il n'y a pas de réalité « présente » qui se renouvellerait sans cesse, mais il y a bien une réalité d'ensemble qui est éternelle. Cette réalité ne se dévoile à nous – observateurs – que progressivement et partiellement, engendrant ainsi l'illusion du passage du temps.
La métaphysique éternaliste propose de nous concevoir comme des « vers spatio-temporels », autrement dit, des êtres temporellement étendus : tout comme nous avons des parties spatiales – les parties de notre corps – nous avons des parties temporelles. Ainsi, ce que je suis à l'instant présent n'est pas, à strictement parler, une personne mais seulement une partie temporelle – une « phase » – de la personne que je suis. Par conséquent, une personne est un agrégat de phases dont les relations de continuité et de connectivité mentales constituent l'unité à travers le temps. L'éternaliste considère ainsi son existence comme son histoire complète, une totalité qui va de sa naissance à sa mort. Sa conscience la parcourt selon la succession qui forme le cours subjectif du temps.

##### Le non-futurisme
Le non-futurisme, aussi appelé « possibilisme », est la conception du temps suivant laquelle seuls le présent et le passé existent à proprement parler : le futur, quant à lui, n'existe pas réellement car il n'est qu'une possibilité de réalisation. Cette conception semble confortée par le sens commun qui, plutôt que d'attribuer l'existence aux événements dont l'arrivée est prévisible, tend à leur attribuer seulement une possibilité plus ou moins grande d'arriver. Elle s'appuie par ailleurs sur une spéculation de la physique théorique nommée « théorie de l'univers-bloc en croissance ». D'après la théorie de l'univers-bloc en croissance, le passé et le présent existent physiquement en tant qu'espace-temps, alors que l'avenir n'existe pas du tout. Le développement de l'espace-temps y est comparable à l'extension en longueur d'un faisceau lumineux dont la source – le temps présent – serait en mouvement. Au fil du temps, une plus grande partie du monde naîtrait. L'univers constituerait ainsi un bloc en croissance, autrement dit, une entité par elle-même non dynamique mais néanmoins en extension. La croissance du bloc est censée se produire dans le présent, qui correspond lui-même à une très mince tranche d'espace-temps à partir de laquelle de plus en plus d'espace-temps se crée continuellement.
Théorie alternative à l'éternalisme, qui affirme l'existence de l'ensemble du passé, du présent et du futur, et au présentisme, pour lequel seul le présent existe, le non-futurisme est défendu au début du XXe siècle par C. D. Broad et récemment par Michael Tooley et Peter Forrest.

#### 3. Théories de l'espace-temps

##### L'univers-bloc
La théorie de l'univers-bloc est une conception spéculative de la physique théorique défendue notamment par Stephen Hawking, Igor Novikov et Kip Thorne, d'après laquelle l'univers se déploie tout entier dans un continuum d'espace-temps où tous les événements présents, passés et futurs existent de la même façon. Théorie équivalente en physique à l'éternalisme métaphysique, elle est renforcée par le constat de l'inexistence d'une simultanéité absolue valable pour l'univers entier, mise en évidence par la relativité restreinte. Le « présent » devenant une notion relative à un observateur, avec un même événement pouvant être à la fois dans le passé d'un observateur et dans le futur d'un autre se croisant au même endroit, il devient difficile de soutenir que le réel n'est que ce qui existe « maintenant ». Cela conduit à considérer l'existence de l'univers dans toute son extension temporelle sans donner une importance particulière au présent.
La théorie de l'univers-bloc repose sur une conception quadridimensionnaliste du monde où chaque objet comprend non pas trois mais quatre dimensions dont une longueur de temps. On parle alors de « vers spatio-temporels »  pour illustrer ces êtres temporellement étendus dont chaque « phase » correspond à un instant indivisible (à l'instar des points géométriques de l'espace). Dans cette perspective, les objets ne sont pas des substances à trois dimensions qui persistent dans le temps mais des événements à quatre dimensions qui incluent le temps. Les personnes elles-mêmes sont des agrégats de phases dont les relations de continuité et de connectivité mentales constituent l'unité à travers le temps.
Ceux qui défendent l'idée d'univers-bloc soutiennent que tout ce qui existe dans l'espace-temps existe objectivement de toute éternité (sub specie aeternitatis), et que le cours du temps n'est qu'une illusion qui provient de la façon dont nous prenons conscience du monde. Les événements passés ainsi que les événements futurs ont autant d'actualité que les événements présents, et la distinction entre présent, passé et futur ne décrit pas la structure objective du temps mais seulement notre relation subjective aux événements. Cette théorie implique en ce sens une métaphysique éternaliste et c'est pourquoi les philosophes qui soutiennent une conception éternaliste en métaphysique du temps s'y réfèrent souvent.

##### L'univers géométrodynamique

Influence d'une masse sur le « tissu » de l'espace-temps. Pour John Wheeler, ce tissu constitue la seule réalité, et les objets qui semblent s'y trouver n'en sont que des modifications.

La géométrodynamique est une tentative de décrire l'espace-temps entièrement en termes de géométrie, sans recours à la notion de matière. Les particules, par exemple, sont conçues comme des propriétés locales de l'espace-temps. Le promoteur principal de la géométrodynamique est le physicien John Wheeler, qui propose de construire la physique en ne reconnaissant que l'espace-temps. Son point de départ consiste à interpréter la théorie de la relativité générale comme réduisant la théorie de la gravitation universelle à une description géométrique de l'espace-temps. Sur cette base, la géométrodynamique de Wheeler envisage de réduire également l’électrodynamique (physique des champs électromagnétiques) et la physique des particules élémentaires à une description géométrique de l'espace-temps, sans reconnaître l'existence d'aucun objet additionnel.
L'hypothèse sous-jacente à la géométrodynamique de Wheeler est que la matière tout entière est fondamentalement identique au continuum spatio-temporel à quatre dimensions et à ses propriétés géométriques. Pour Wheeler, les particules ou les champs qui semblent se déplacer dans l'espace-temps doivent être compris comme des propriétés de l'espace-temps lui-même, qui décrivent notamment sa courbure. Wheeler résume ainsi son programme de géométrisation de la matière :
« (1) une faible courbure dans une région de l'espace décrit un champ gravitationnel ; (2) ailleurs, une géométrie ondulée de courbure différente décrit un champ électromagnétique ; (3) une région à forte courbure décrit une concentration de charge et de masse-énergie se déplaçant comme une particule.»
Les particules et les champs ne sont pas des entités supplémentaires à l'espace-temps, qui existeraient dans l'espace-temps, mais plutôt l'espace-temps lui-même, en tant qu'il possède certaines propriétés géométriques. On qualifie cette position de « super-substantialisme », par contraste avec le substantialisme, parce qu'elle postule un univers où l'espace-temps quadridimensionnel est la seule substance (contrairement à l'espace tridimensionnel absolu dans la physique de Newton).
La géométrodynamique de Wheeler suggère le même type d'univers que celui que l'on trouve dans la théorie de l'univers-bloc. Elle reconnaît comme elle qu'il n'y a pas de devenir temporel et que tout ce qui existe physiquement existe de façon atemporelle dans l'univers quadridimensionnel. De plus, la géométrisation de la matière réalisée dans le cadre de la géométrodynamique répond à la géométrisation du temps opérée par la théorie de l'univers-bloc. Ces deux visions conduisent donc à une métaphysique générale d'après laquelle il n'y a que des événements et des séquences d'événements quadridimensionnels dans l'univers-bloc, et non des particules qui évoluent dans le temps en changeant de position dans l'espace tridimensionnel. Les propriétés en lesquelles consistent ces événements sont des propriétés de l'espace-temps : les propriétés géométriques.

### La contrafactualité et les mondes possibles

#### 1. Problématique
La notion de contrafactualité est très importante en philosophie analytique, en particulier pour les réflexions sur la logique modale et les mondes possibles. La contrafactualité, dite aussi « contrefactualité », est, en linguistique, une forme grammaticale qui renvoie à la réflexion sur les événements qui ne se sont pas réalisés mais qui auraient pu se réaliser sous certaines conditions. Une proposition « contre-factuelle » prend ainsi la forme d’une phrase conditionnelle dont le début de la proposition peut être « si… » suivi de « alors… ». Il s'agit par là d'indiquer ce qui serait vrai si l’antécédent avait eu lieu. Les énoncés contrafactuels ont été utilisés par Saul Kripke dans sa définition de la vérité en lien avec les mondes possibles, ainsi que par David Lewis dans son élaboration théorique des mondes multiples, les théories de Kripke et de Lewis étant les deux conceptions de référence dans ce domaine.
L'analyse des énoncés contrafactuels constitue l'un des sujets centraux de la métaphysique analytique depuis les années 1960. Elle a été critiquée par les philosophes du courant analytique soutenant une vision strictement « factualiste » du monde, comme Willard Quine pour qui ces énoncés n'étaient pas compatibles avec l'approche naturaliste qu'il défendait. C'est néanmoins l'analyse des énoncés contrafactuels qui a permis à la métaphysique analytique de passer d'un certain état de dépendance à l'égard du paradigme logico-linguistique, à son autonomisation en tant que champ d'investigation à part entière. Elle a par ailleurs rendu possible une formalisation des conditions de réalisation d'une expérience de pensée, légitimant ainsi son usage non seulement en métaphysique mais aussi en philosophie de l'esprit et dans d'autres champs disciplinaires relevant de la philosophie ou de la spéculation scientifique (en physique théorique en particulier).
La contrafactualité est l'une des formes que prend la modalité. La modalité recouvre l'ensemble des notions que sont la possibilité, la probabilité, la nécessité, la contingence, etc. Un des principaux problèmes posés par les énoncés modaux est celui de leurs conditions de vérité, lorsqu'on cherche à les établir de manière non circulaire. Un programme de recherche influent initié par Kripke les analyse en termes de « mondes possibles » : il est nécessaire que p soit vrai équivaudrait alors à dire que p est vrai dans tous les mondes possibles. Un monde possible est un environnement complet conçu pour contenir au moins une séquence d'événements se réalisant différemment de la façon dont elle s'est effectivement réalisée pour nous.

#### 2. Théories

##### La théorie des mondes possibles
La théorie des mondes possibles constitue le cœur de la logique modale de Saul Kripke. Cette logique se fonde sur une sémantique dont la fonction est de rendre compte des propositions modales comme « il est possible que p » en termes de propositions assertives comme « il est vrai que p », et ce, en convertissant les opérateurs modaux en quantificateurs portant sur les mondes possibles. Il s'agit pour Kripke de contrer les arguments naturalistes formulés contre l'usage des propositions modales en les fondant sur des faits quantifiables au sujet de certaines entités. Un « monde possible » est conçu dans ce contexte comme un environnement complet qui suffit, en théorie, à expliquer l'apparition d'un événement ou l'existence d'un individu.
Les deux cas les plus exemplaires de cette conversion des opérateurs modaux en quantificateurs sont l'identification de la modalité de « nécessité » avec la vérité dans tous les mondes possibles, et l'identification de la modalité de « possibilité » avec la vérité dans au moins un monde possible. Cette quantification permet de concevoir que certains événements fictifs soient des événements factuels se déroulant dans des mondes possibles, ce qui répond à l'exigence de factualité des énoncés scientifiques et historiques. Dire alors que César aurait pu ne pas franchir le Rubicon, c’est dire qu’il existe au moins un monde possible non actualisé dans lequel César ne franchit pas le Rubicon. La quantification sur les mondes possibles répond aussi parfaitement à l'exigence physicaliste de réduction du monde à des concepts physico-mathématiques.
La sémantique de Kripke admet qu'un même événement se réalise différemment dans un monde possible ou qu'un même individu y existe d'une manière différente. L'identité de cet événement ou de cet individu est en ce sens dite « transmondaine ». Le réalisme modal de David Lewis s'oppose vigoureusement à cette idée, se présentant alors comme une solution métaphysique aux  problèmes posés par la sémantique de Kripke. Le débat entre Kripke et Lewis à ce sujet conduit au développement d'une métaphysique des mondes possibles, dans laquelle plusieurs positions théoriques s'opposent concernant la réalité ou le statut ontologique de ces mondes, ainsi que concernant leur utilité théorique. Parmi ceux qui acceptent l'interprétation des mondes possibles comme manière d'exprimer les propositions de la logique modale, certains comme David Lewis leur accordent une réalité concrète, tandis que d'autres (Saul Kripke, Alvin Plantinga, Peter van Inwagen) les considèrent uniquement comme des abstractions.
La théorie des mondes possibles ne doit pas être confondue avec la théories des mondes multiples de la mécanique quantique ou de la cosmologie, bien que certains liens aient pu être envisagés entre elles.

##### Le réalisme modal

La thèse de la pluralité des mondes a également été avancée en physique pour résoudre sur un plan théorique le paradoxe de l'expérience dite du chat de Schrödinger.

Le réalisme des mondes possibles, ou réalisme modal, est une hypothèse métaphysique proposée initialement par David Lewis (et essentiellement défendue par lui) en réponse aux difficultés posées par la sémantique des mondes possibles de Kripke. Selon cette hypothèse régulièrement débattue, toute description de la façon dont le monde aurait pu être est la description de la façon dont un autre monde est, véritablement et parallèlement au nôtre. La première thèse du réalisme modal est celle de la pluralité des mondes  : tous les mondes possibles sont des mondes existants et il y a ainsi une infinité de mondes alternatifs. Notre monde, ce monde-là, n’est que l’un parmi une infinité d’autres. Les mondes alternatifs à celui dans lequel nous vivons ont le même degré de réalité que le nôtre, le monde dit « réel » ou « actuel », mais ils nous sont inaccessibles pour des raisons de principe.
Chaque monde doit être envisagé dans cette perspective comme une totalité rassemblant des entités reliées de proche en proche les unes aux autres dans l'espace et dans le temps. Toutes les choses qui sont à une certaine distance spatio-temporelle (même très grande) les unes des autres font partie du même monde. Les mondes ne se situent donc pas eux-mêmes à certaines distances spatiales ou temporelles les uns des autres, comme se situent, affirme Lewis, les amas de galaxies dans notre univers par exemple. Ils sont en effet isolés ; il ne peut donc non plus y avoir de relations spatio-temporelles entre les choses qu'ils contiennent et rien de ce qui se produit dans un monde ne peut dès lors influer causalement sur ce qui se passe dans un autre. Les mondes possibles sont ainsi identifiés à des objets concrets parfaitement isolés. Ils se distinguent des autres objets par le fait d'être « maximal », c'est-à-dire par le fait d'inclure tout ce qui peut être relié ensemble dans l'espace et dans le temps.
Selon ce point de vue, tous les mondes et toutes les choses qui existent dans ces mondes sont, au même degré. La seule particularité de notre monde, de ce monde, est que nous y sommes et que nous pouvons ainsi nous y référer. Les habitants de chaque monde peuvent, de leur côté, se référer au leur de la même façon que nous le faisons : il est, pour eux, « ce monde-là », le monde « actuel » . Le fait pour quelque chose d'être actuel ne lui donne donc aucune prééminence ontologique. Comme les termes « maintenant » ou « ici », le terme « actuel » a un sens indexical qui indique la situation de quelque chose par rapport au locuteur de ces expressions. Un terme indexical caractérise ainsi la relation d'un sujet avec son environnement, sans rien nous dire de la nature même de cet environnement. Dans le cas de l'actualité, l'environnement en question est l'entièreté du monde dans lequel nous nous trouvons. Le monde que nous désignons comme actuel ou réel n'est donc qu'une totalité parmi une infinité de totalités concrètes (ou « objets maximaux »), une totalité dont le statut particulier tient seulement au fait que nous en sommes des parties.

##### L'actualisme
L'actualisme est une interprétation métaphysique de la modalité, c'est-à-dire des phénomènes impliquant les notions de possibilité et de nécessité, dans le cadre d'une sémantique des mondes possibles. Les conditions de vérité des propositions modales y sont ainsi données en termes de mondes possibles. À la différence du réalisme modal, qui réifie ces mondes et les individus que certains d'entre eux contiennent, l'actualisme implique une théorie sémantique des propositions modales où les entités théoriques (mondes possibles, individus possibles) ne sont pas interprétées comme des entités « actuelles », existant de façon concrète. Son programme métaphysique et sémantique consiste alors à exclure les possibilia, c'est-à-dire les choses et les propositions considérées comme « seulement possibles ». La métaphysique actualiste exclut en ce sens qu’il y ait – en plus de tout ce qui existe – des choses, individus ou mondes concrets qui seraient seulement possibles. Par ailleurs, elle affirme que rien ne peut appartenir à un monde « réel » qui ne serait pas lui-même le monde « actuel » (ou factuel) dans lequel nous vivons. Pour l'actualiste, seul ce qui est actuel a une réalité, et il n'existe pas de monde actuel autre que celui dans lequel nous sommes.
Parmi les philosophes actualistes, on compte Jonhatan Lowe, David M. Armstrong, Alvin Plantinga, Robert Adams, ainsi que W. V. O. Quine. Dans un article de 1974 intitulé « Theories of Actuality » (« Les théories de l'actualité »), Robert Adams distingue une forme modérée et une forme radicale d'actualisme. Selon l'actualisme radical (hard actualism), on ne peut continuer à parler de monde possible qu'à titre de simple fiction, comme une heuristique permettant d'aborder les théories et les problèmes liés à la modalité, ce qui signifie que les mondes possibles ne figurent pas dans la théorie que l'actualiste radical choisit d'adopter à l'issue de son enquête. À l'inverse, d'après l'actualisme modéré (soft actualism), position défendue par Adams, il y a bien des mondes possibles non actuels, mais ces mondes sont des constructions logiques composées d'éléments du monde actuel.